# Joseph Merklin
Pour les articles homonymes, voir Merklín.
Joseph Merklin, né le 17 février 1819 à Oberhausen en Allemagne, mort le 10 juillet 1905  à Nancy, est un facteur d'orgues allemand, naturalisé français après le conflit de 1870.

## Biographie

### Années de formation
Joseph Merklin apprend la facture d'orgues auprès de son père Franz-Joseph, à Fribourg-en-Brisgau. Il passe l'année 1837 en apprentissage auprès de Friedrich Haas à Berne (Suisse) puis se perfectionne six mois chez Eberhard Friedrich Walcker à Ludwigsburg. Ainsi formé auprès de grands facteurs de l'époque, il vient retrouver l'atelier familial pour s'y investir aux côtés de son père. Alors que ce dernier, confiant, compte lui transmettre l'entreprise, Joseph Merklin préfère finalement repartir. Il devient, début 1841, le contremaître de Wilhelm Korfmacher à Linnich, qui l'envoie travailler entre autres dans ses instruments à l'église Saint-Sébastien de Stavelot et à la cathédrale de Namur.

### Facteur d'orgues en Belgique

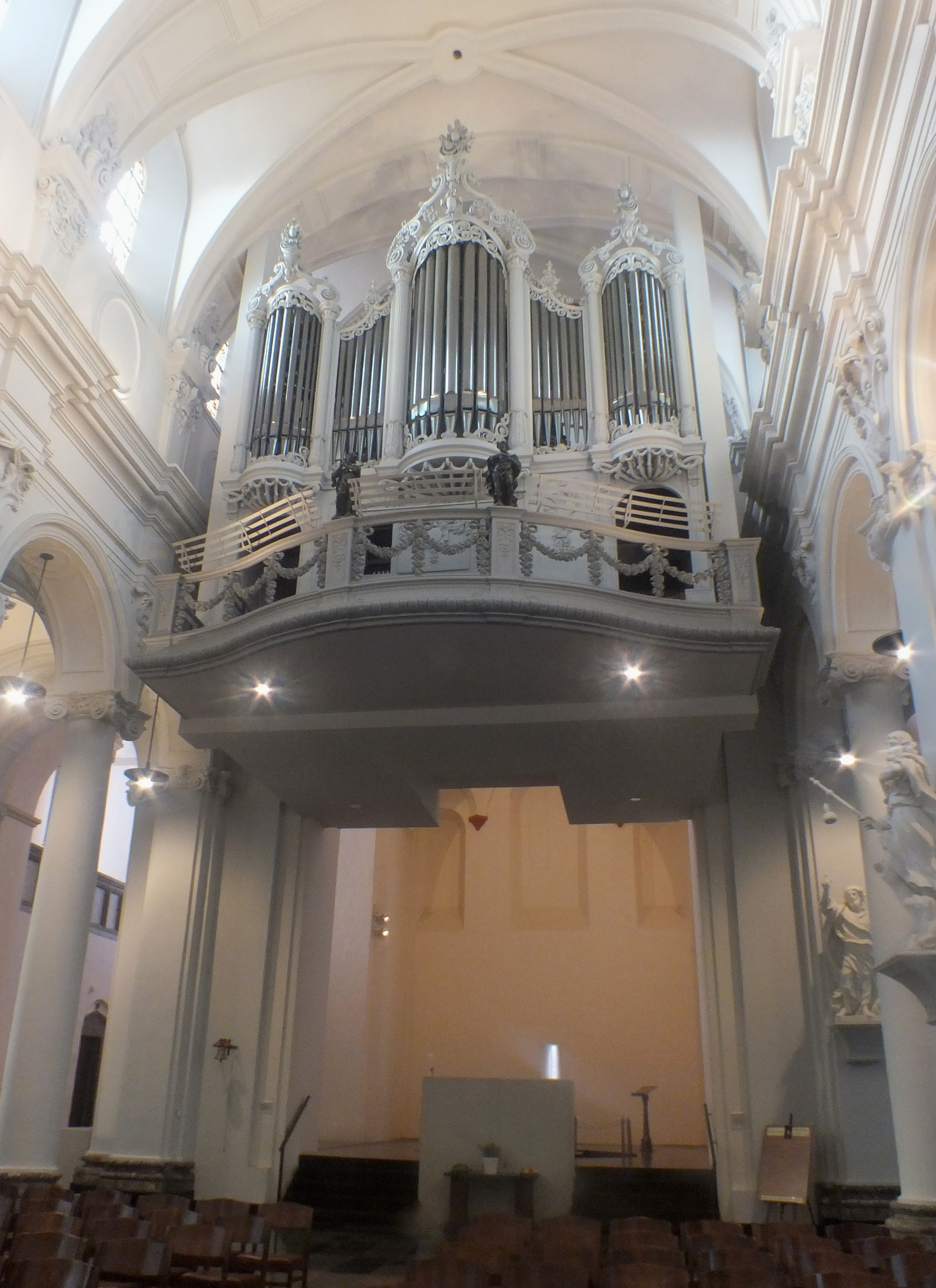
Grand orgue Merklin-Schütze de la collégiale Saint-Barthélemy de Liège - peint en 2006.

Joseph Merklin s'établit à son compte début 1843 à Ixelles-lez-Bruxelles, en Belgique, au 98 rue Léopold. Les premières commandes d'orgues reçues, il embauche aussitôt un jeune apprenti, Pierre Schyven, qui lui restera un fidèle disciple. En mai 1847, pour mieux déployer sa manufacture, il déménage son atelier au 196 rue du Duc-de-Brabant, toujours à Ixelles. Son beau-frère Friedrich Schütze le rejoint, également en 1847, et la société se nomme de fait Merklin-Schütze. Plus tard, en 1853, la société passe en commandite sous le nom de J. Merklin-Schütze et Cie. La même année, Merklin développe dans ses ateliers une ligne complète de fabrication d’harmoniums et proposera notamment des harmoniums de grandes tailles possédant un double système de soufflerie qu’il fera breveter en Belgique, en Angleterre, en France et aux Pays-Bas sous le nom d’« orchestrium ». En 1854, la manufacture déménage de nouveau pour le 49-53 de la Chaussée de Wavre à Bruxelles. En quelques années, la manufacture gagne la Belgique et y signe des travaux de plus en plus prestigieux et innovants, notamment à la collégiale Saint-Barthélemy, à Liège, en 1852. Ces réalisations mettent régulièrement ses confrères et concurrents au défi d'apporter des avancées dans la facture d'orgues belges. Dans ce même temps, Joseph Merklin étudie le marché français[réf. nécessaire].

### Facteur d'orgues en France
En 1855, Merklin fait l'acquisition des ateliers parisiens Ducroquet, les anciens établissements Daublaine et Callinet alors en faillite. Ceci lui permet ainsi de mettre un pied en France. La même année, le nouvel orgue qu'il présente à l'Exposition universelle de Paris remporte un grand succès et sera acheté pour l'église Saint-Eugène-Sainte-Cécile, à Paris. Cet instrument inauguré dans l'église en mai 1856 marque une étape significative dans la carrière de Joseph Merklin[réf. nécessaire] : il s'agit du premier orgue qu'il installe en France. En 1856 également, dans le même élan de son succès, il livre le grand orgue monumental de la cathédrale de Murcie, en Espagne, construit dans ses ateliers belges, Chaussée de Wavre. Sa nouvelle vie de famille et son succès en France l'amènent à quitter Ixelles pour Paris.
En 1858, la société élargit encore son actionnariat et prend alors la dénomination Société anonyme pour la fabrication de grandes orgues.

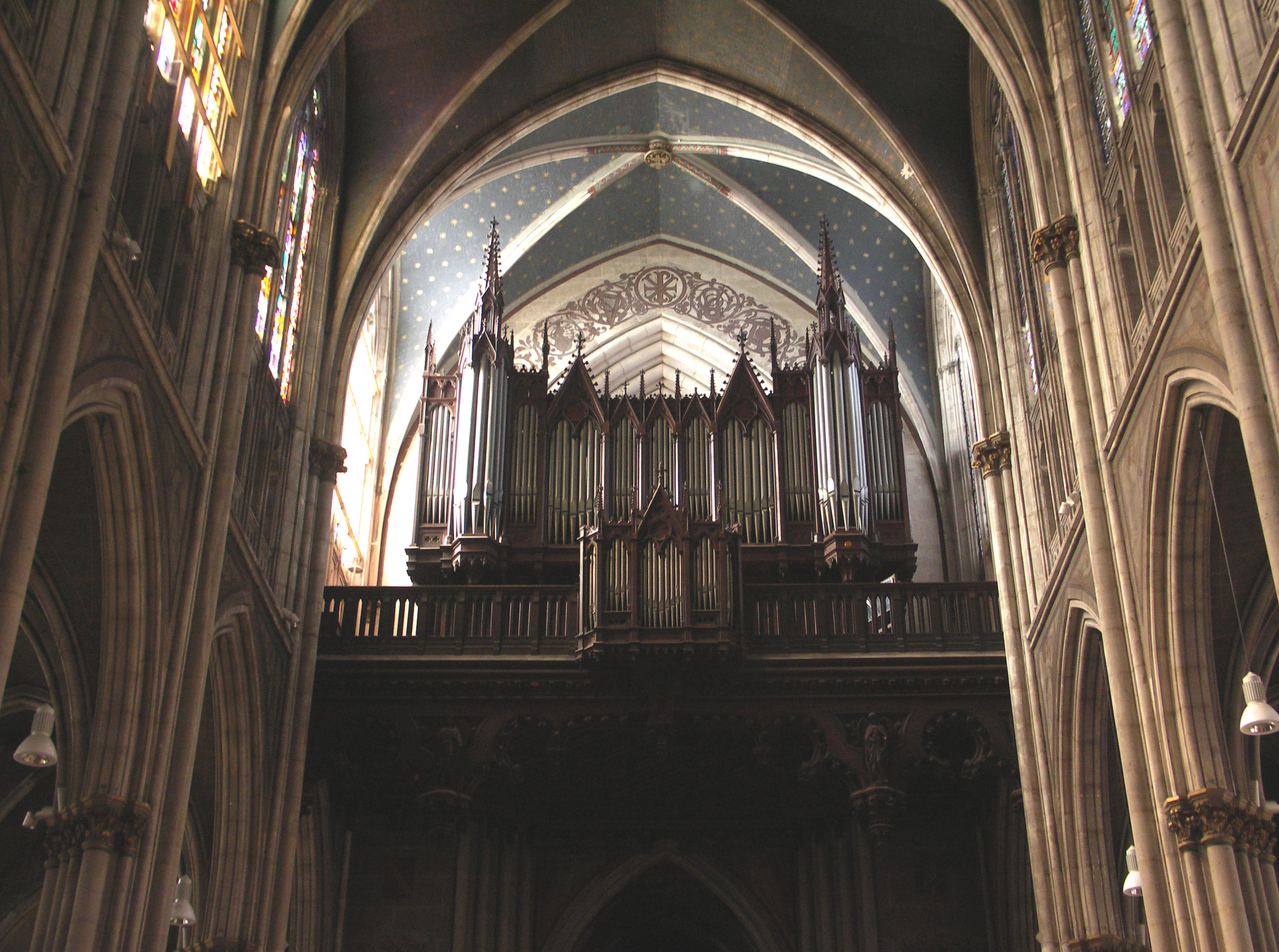
Grand orgue Merklin-Schütze de la basilique Saint-Epvre de Nancy - L'excellence de cet instrument, reconnue lors de sa présentation à l'Exposition Universelle de Paris en 1867, valut à Joseph Merklin le titre de chevalier de la Légion d'honneur.

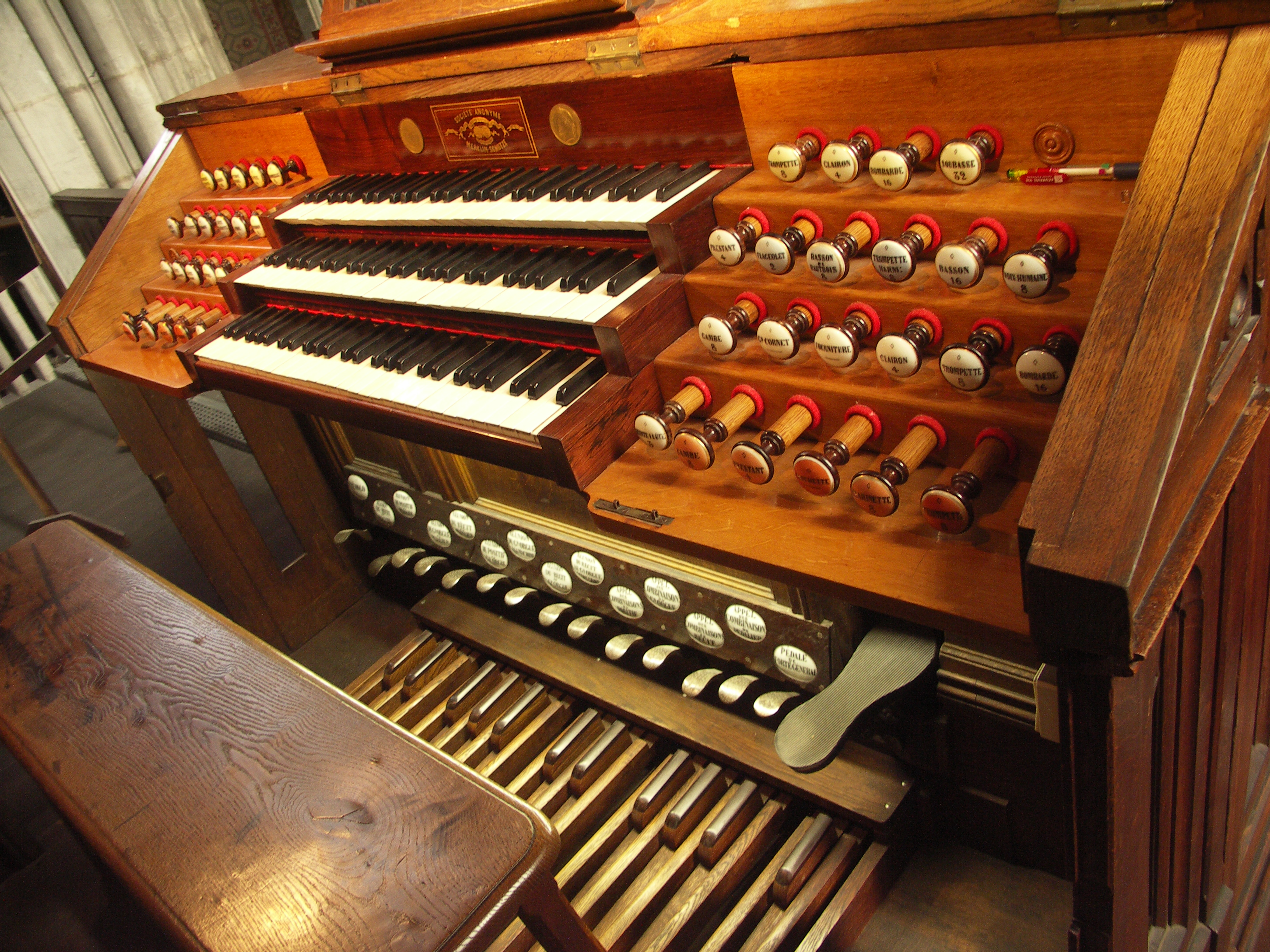
Console du grand orgue Merklin-Schütze de la basilique Saint-Epvre de Nancy (1867).

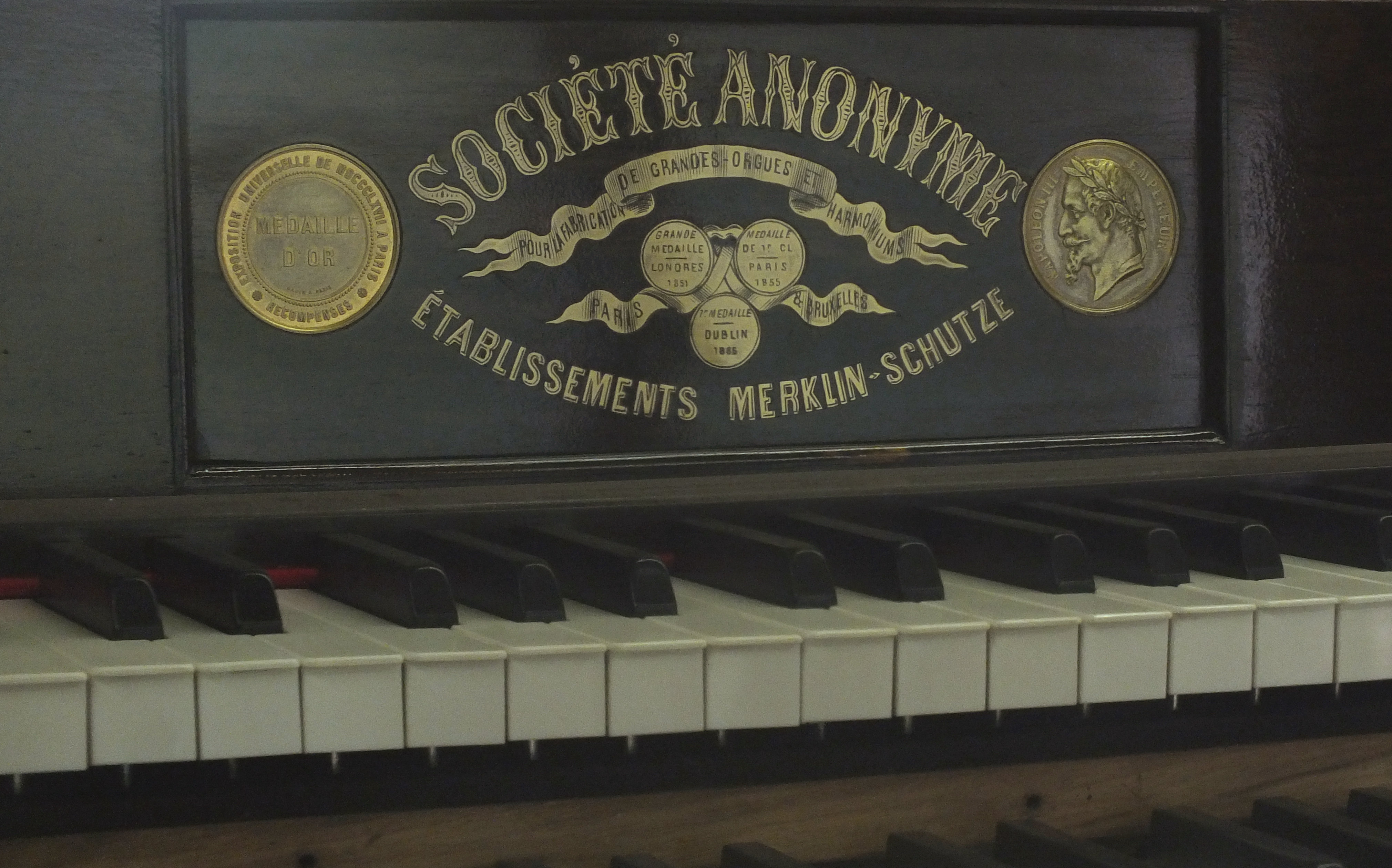
Plaque Merklin-Schütze de l'orgue de l'église Saint-Martin de Thulin (Belgique).

Souhaitant retrouver la simplicité et l'autonomie de ses débuts, Joseph Merklin quitte, en avril 1870, ses fonctions de directeur industriel de la Société anonyme pour la fabrication de grandes orgues et créé, au mois de juin de la même année, sa nouvelle société à Paris. Par la suite, en 1873, la société anonyme qui ne bénéficie plus du prestige du nom Merklin est dissoute.
En septembre 1870, la guerre contraint Joseph Merklin, encore de nationalité allemande, de quitter la France pour s'exiler en Suisse à Martigny. Il y reste tout aussi actif et continue de diriger sa société basée en France.
Lorsqu'il revient en France, en octobre 1872, c'est à Lyon, au 11 rue Vendôme, qu'il fixe le nouveau siège de sa manufacture J. Merklin & Cie. Ainsi, ses ateliers de Paris, au 22 rue Delambre, deviennent une succursale mais participent à l'activité du facteur pour tout le reste de sa carrière. L'évolution du rite lyonnais, qui autorise depuis février 1841 l'utilisation de l'orgue dans la liturgie, est déterminante dans le choix de Joseph Merklin de se baser à Lyon ; par la suite, sa manufacture signera la quasi-totalité des chantiers d'orgues de la région Rhône-Alpes. En 1875, il obtient la nationalité française, en même temps qu'il déploie encore ses ateliers de Lyon. À partir de 1879, Joseph Merklin fait entrer sa fille Marie-Alexandrine et son gendre Charles Michel dans la société. Ce dernier, Charles Michel, ne lui inspirant confiance qu'à moitié, leur engagement est signé pour une durée de 5 ans, puis signé de nouveau pour dix ans.

### Dernières années d'innovations
En juin 1894, les tensions internes de la société Merklin & Cie amènent son fondateur à partir.
À son départ, il interdit expressément à sa fille et à son gendre d'utiliser son nom Merklin à des fins commerciales. Ils ne tiendront pas compte de cette interdiction et leur société s'appellera "Charles Michel - Merklin". Cette dénomination sèmera stratégiquement le doute auprès de la clientèle (et même encore aujourd'hui auprès du public devant le patrimoine "Merklin").
Joseph Merklin s'en alla continuer son métier avec ses ateliers de Paris, accompagné de son chef d'ateliers Joseph Gutschenritter, toujours avec son propre nom : "J. Merklin & Cie". 
Ces dernières années seront pour lui le dernier élan de sa créativité de facteur d'orgues. Sa maison aura participé à toutes les innovations du XIXe siècle et fut notamment à la pointe de l'utilisation de la transmission électrique mais aussi du procédé électro-pneumatique ainsi que du système tubulaire. Il se retire de son activité le 12 novembre 1898. Sa retraite à Nancy se passe paisiblement, avec, toutefois, le regret de n'avoir pu transmettre son activité à sa descendance. Il meurt le 10 juillet 1905, à Nancy, où il est également inhumé (au cimetière de Préville). Joseph Merklin laisse derrière lui de nombreuses et merveilleuses orgues, en France comme à l'étranger, y compris sur d'autres continents. Comme il le disait lui-même, il n'a eu de cesse, pendant toute sa vie, d'améliorer et de perfectionner l'instrument d'église.

## Diffusion de l'orgue à transmission électro-pneumatique
Joseph Merklin a été le principal et plus direct concurrent d'Aristide Cavaillé-Coll (et les défenseurs de l'un étaient les détracteurs de l'autre...).
Les deux hommes, de générations très proches (Merklin 1819-1905, Cavaillé-Coll 1811-1899), étaient particulièrement inventifs et créatifs pour faire évoluer la facture d'orgues.
Vers la fin de sa carrière, Joseph Merklin s'est définitivement démarqué de son concurrent en intégrant l'électricité à ses orgues, avec le système électro-pneumatique "Schmoele & Mols" dont il était le concessionnaire exclusif en France. Le premier orgue à transmission électro-pneumatique qu'il construisit fut celui du Grand Temple (ou "Temple des Brotteaux") à Lyon, livré en 1884. Cette application permettant notamment de distancier la console des tuyaux fut poussée à son extrême, toujours par Joseph Merklin, dans l'orgue de l'église Saint-Nizier, à Lyon également. Inauguré en 1886, cet instrument de 45 jeux, 3 claviers et un pédalier était d'un genre totalement nouveau par sa disposition : le grand orgue était en fait la totalisation de l'orgue de tribune et de l'orgue de chœur (distants de 60 mètres). L'organiste pouvait jouer ces deux orgues simultanément depuis la même console, placée derrière l'autel.

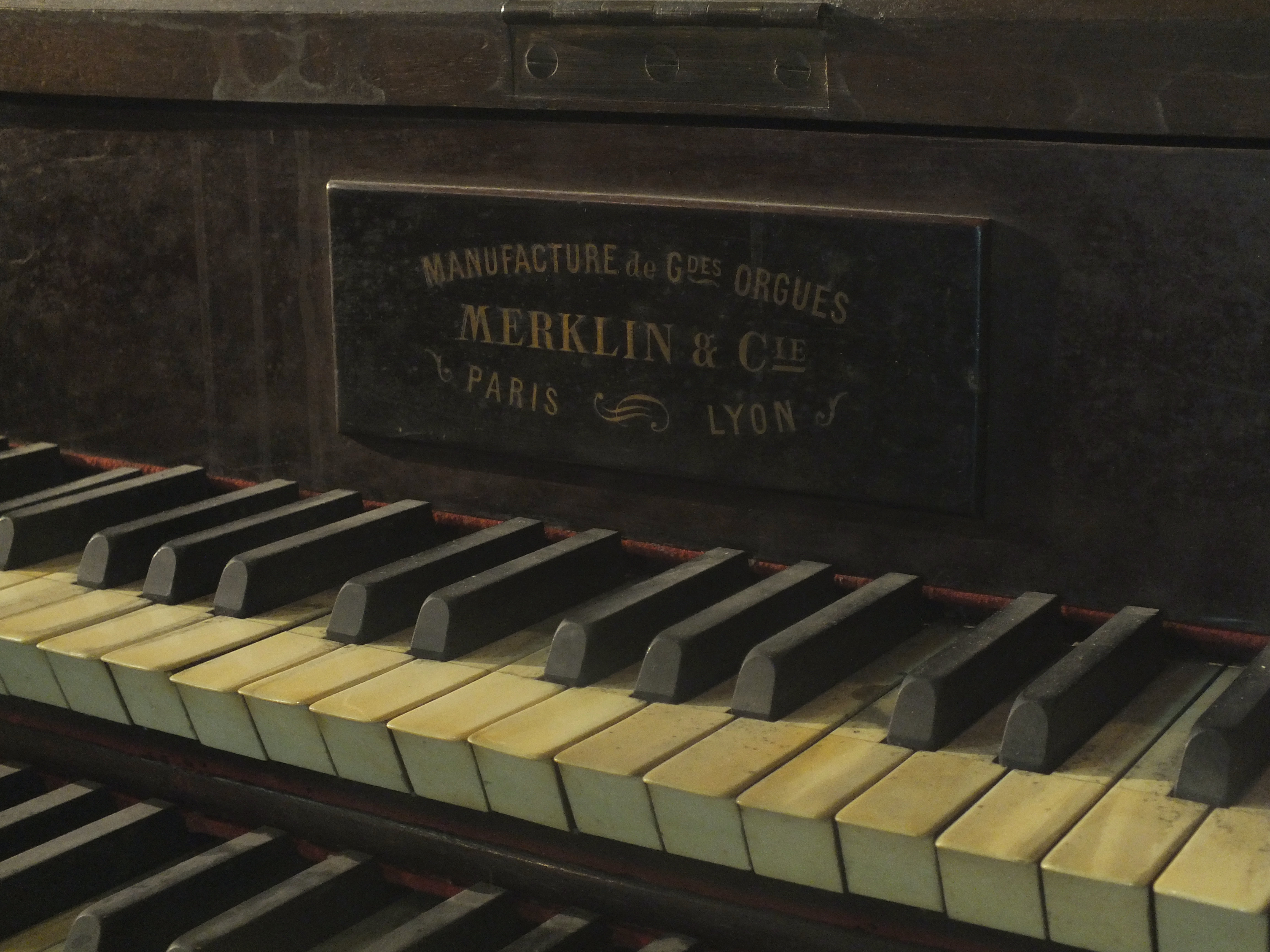
Plaque Merklin & Cie de la grande console totalisatrice (3 claviers + pédalier) de l'orgue de l'église Saint-Nizier, Lyon (1885).

Des réalisations similaires sont encore présentes à Valenciennes (basilique Notre-Dame-du-Saint-Cordon) ou Châlons en Champagne (N.D. en Vaux).

## Principales réalisations de la manufacture Joseph Merklin (orgues toujours existants)
GO = Grand orgue
OC = Orgue de chœur
(C) construit
(R) reconstruit

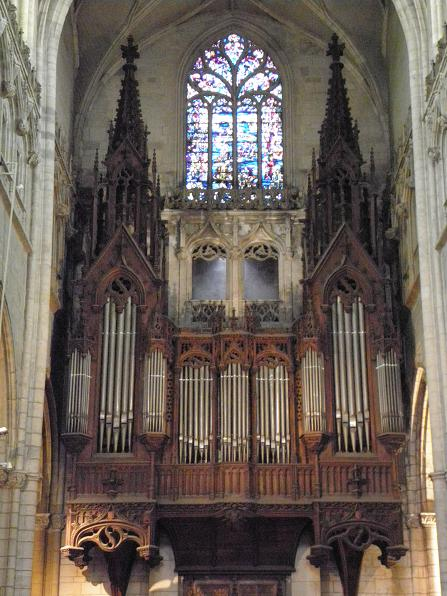
Grandes orgues de l'église Saint-Nizier (Lyon).

N.B. : "Grand orgue" désigne ici soit le plus grand orgue de l'édifice, soit l'unique - quelle que soit son importance. "Orgue de chœur" désigne ici un orgue qui n'est ni le seul ni le plus important dans l'édifice.
Classement par pays et par années de livraison (du GO s'il y a aussi OC).
Pour les instruments ayant été transférés, l'emplacement indiqué est l'actuel (hormis pour l'orgue d'Aubenas, 1878, transféré aux États-Unis), avec précision du lieu d'origine.

### Argentine
- Buenos Aires, Crypte de la Basilique du Santísimo Sacramento (installé à l'origine dans le Temple Caché, Colegio Santa Felicitas, Barracas, Buenos Aires, vendu à Mercedes Castellanos de Anchorena (1911), bienfaitrice de la Basilique, installé dans la crypte qui abrite aujourd'hui sa dépouille).

### Belgique
- Anvers, Institut Van Celst, chapelle, GO (C, 1855)
- Anvers, église Saint-Georges, GO (C, 1867)
- Audregnies, couvent des Bernardines (C, sans doute après 1870), transféré en 195*[Quand ?]  à la chapelle des facultés catholiques de Lille et remanié par Jean Pascal
- Bierghes, église Saint-Martin, GO (C, 1845 - actuellement muet)
- Cuesmes, église Saint-Rémy (C, 1857)
- Evere, église Saint-Vincent, GO (C, 1872, probablement entièrement construit par son successeur Pierre Schyven, mais encore sous le nom de Merklin)
- Ixelles, église Saint-Boniface, GO (C, 1868)
- Liège, collégiale Saint-Barthélemy, GO (C, 1852)
- Liège, collégiale Saint-Denis, OC (C, 1862, initialement pour la classe d'orgue du Conservatoire royal de Liège) et GO (R, 1866 - actuellement muet)[8]
- Liège, Cathédrale Saint-Paul, OC (C, 1870)
- Mons, église Sainte-Elisabeth, GO (R, 1849 - actuellement muet)
- Namur, Église du Sacré-Cœur de Saint-Servais, GO (C, vers 1849, plus tard modifié), initialement construit pour le collège Notre-Dame-de-la-Paix à Namur[9]
- Thulin, église Saint-Martin, GO (1870)
- Tirlemont, église Notre-Dame-au-lac, GO (C, 1857)

### Espagne
- Murcie, cathédrale, GO (C, 1856)

### France

#### Auvergne-Rhône-Alpes
- Ambert, église Saint-Jean, GO (C, 1879, plus tard déplacé et remanié)
- Amplepuis, église Saint-Pothin, GO (C, 1862)
- Annecy, église Saint-Maurice, GO (C, 1869, plus tard profondément modifié - n'est plus dans son esthétique d'origine)
- Annemasse, église Saint-André, GO (C, 1875)[10]
- Annonay, église Saint-François d'Assise, GO (C, 1876)
- Aubenas, église Saint-Laurent, GO (C, 1878), enlevé en 1983 (remplacé depuis 1987) puis restauré et transféré à la House of Hope Presbyterian Church de Saint-Paul, Minnesota (États-Unis)[11]
- La Baume, église de l'Immaculée Conception, GO (C, 1872)
- Belleville-sur-Saône, église Notre-Dame, GO (C, 1862)
- Bourg-Saint-Andéol, église Saint-Andéol, GO (R, 1860)[12]
- Bourgoin-Jallieu, église Saint-Jean Baptiste, GO (C, 1881)[13]
- Clermont-Ferrand, église Saint-Pierre-les-Minimes, GO (C, 1856), initialement construit comme orgue de chœur pour la cathédrale de Clermont-Ferrand, puis transféré Saint-Pierre-des-Minimes en 1886 à l'occasion de la construction (toujours par Merklin) d'un nouvel encore de chœur de la cathédrale
- Clermont-Ferrand, cathédrale Notre-Dame-de-l'Assomption, GO (R, 1877) et OC (C, 1886)
- Commentry, église du Sacré-Cœur, GO (C, 1875)
- Condrieu, église Saint-Étienne, GO (C, 1863), initialement construit pour l'église Saint-Pierre des Terreaux de Lyon, puis transféré à Condrieu en 1910.
- Givors, église Saint-Nicolas, GO (C, 1865), initialement construit pour la chapelle du pensionnat des Minimes de Lyon, puis transféré à Givors en 1911[14]
- Jassans-Riottier (Ain), église Notre-Dame-de-l'Assomption, GO (C, 1864)[15]
- Lyon, église Saint-Eucher, GO (C, 1869)
- Lyon, cathédrale primatiale Saint-Jean, GO (R, 1875, 1881, 1883, plus tard déplacé et reconstruit). Orgue reconstruit quasi-identique, restauré aujourd'hui.
- Lyon, église Saint-Bruno-les-Chartreux, GO (R, 1876)
- Lyon, église de la Rédemption, GO (C, 1879, continué en plusieurs tranches de travaux, puis terminé en 1900 par Charles Michel – Merklin)
- Lyon, église Saint-Bonaventure, GO (R, 1861, 1887, plus tard reconstruit)
- Lyon, église Saint-Georges, GO (C, 1862)
- Lyon/Vaise, église Saint-Pierre-aux-liens, GO (C, 1882)
- Lyon, Grand Temple, GO (C, 1884, plus tard reconstruit à la suite d'un incendie)
- Lyon, église Saint-Nizier, GO/OC (C, 1885 - actuellement muet)
- Lyon, Église réformée des Terreaux (temple Lanterne), GO (C, 1891)
- Lyon, Chapelle Sainte Philomène du lycée Aux Lazaristes, GO (R, 1891)
- Lyon, basilique Saint-Martin-d'Ainay, GO (C, 1890)
- Moirans, église Saint-Pierre, GO (C, 1882)[16]
- Montbrison, église Saint-Pierre, GO (C, 1870)[17]
- Moulins, cathédrale Notre-Dame-de-l'Annonciation, GO (C, 1880)
- Moulins, église du Sacré-Cœur, GO (C, 1876 ?)
- Le Puy-en-Velay, église Saint-Laurent, GO (C, 1882 - en attente de restauration)
- Rive-de-Gier, église Saint-Jean Baptiste, GO (C, 1890)[18]
- Rumilly (Haute-Savoie), église Sainte-Agathe, GO (C, 1880)
- Saint-Étienne, église Sainte-Barbe, GO (C, 1892)[19]
- Saint-Jean-de-Bournay, église Saint-Hugues-de-Bonneveaux, GO (C, 1889)
- Tain-l'Hermitage, église Notre-Dame, GO (C, 1885)
- Valence (Drôme), temple Saint-Ruf, GO (C, 1895)
- Vals-les-Bains, église Saint-Martin, GO (C, 1889)[20]
- Verrières-en-Forez, église Saint-Ennemond, GO (C, 1880 pour la chapelle du séminaire, puis transféré dans l'église en 1905)
- Vienne (Isère), église Saint-André-le-bas, GO (C, 1860), initialement construit pour l'église Saint-Nicolas de Givors puis transféré à Vienne en 1913.
- Viviers, cathédrale Saint-Vincent, OC (C, 1869)

#### Bourgogne-Franche-Comté
- Joigny, église Saint-Jean, GO (R, 1884)[21]
- Salins-les-Bains, Collégiale Saint-Anatoile, GO (C, 1866 - 1880) (restauration terminée et inaugurée en 2013)
- Morvillars, église Saint-Martin, GO (C, 1894-1895)

#### Bretagne
- Landerneau, église Saint-Houardon, GO (1865-1866)
- Rennes, cathédrale Saint-Pierre, OC (C, 1867)
- Rennes, église Saint-Germain, GO (R, 1864)

#### Centre-Val de Loire
- Blois, cathédrale Saint-Louis, GO (R, 1882)
- Tours, cathédrale Saint-Gatien, OC (C, 1877)
- Issoudun, basilique Notre-Dame du Sacré-Cœur, GO (C, 1878)

#### Grand Est
- Dambach-la-Ville, église Saint-Étienne, GO (C, 1866)[22]
- Lunéville, église Saint-Maur, GO (C, 1859, plus tard complètement modifié, altéré, puis muet)[23]
- Nancy, basilique Saint-Epvre, GO (C, 1867) et OC (C, 1872 ?)
- Obernai, église Saints-Pierre-et-Paul, GO (C, 1882)[24]
- Ranspach, église Saint-Antoine-de-Padoue, GO (C, 1860)
- Reims, église Saint-André, GO (C, 1867)
- Sélestat, église Saint-Antoine, GO (C, 1885, initialement pour la chapelle Saint-Vincent-de-Paul de La Teppe, Tain-l'Hermitage)
- Strasbourg, Temple Neuf, GO (C, 1877)
- Strasbourg, cathédrale Notre-Dame, OC (R, 1878)
- Troyes, cathédrale Saint-Pierre-et-Saint-Paul de Troyes, OC (C, 1865)
- Willer-sur-Thur, église Saint-Didier, GO (c, 1866)
- Wintzenheim, église Saint-Laurent, GO (C, 1861)

#### Guadeloupe
- Gourbeyre, église Saint-Charles Borromée, GO (C, 1887, initialement pour l'église Saint-Michel de Draguignan)

#### Hauts-de-France
- Cambrai (Nord) : église Saint-Géry, GO (C, 1867, plus tard modifié plusieurs fois - n'est plus du tout dans son esthétique d'origine)
- Cysoing (Nord) : église Saint-Calixte-Saint-Évrard, GO (C entre 1867 et 1870)
- Douai (Nord) : collégiale Saint-Pierre, OC (C, 1856)
- Liesse-Notre-Dame (Aisne): basilique Notre-Dame, GO (C, 1864)
- Lille (Nord) : église Saint-André, GO (C, 1864) et OC (C, 1855)
- Lille (Nord) : église Saint-Maurice, OC (C, 1882)
- Lille  (Nord) : église Saint-Michel, GO (C, 1898)
- La Madeleine (Nord) : église Sainte-Marie-Madeleine, GO (C, 1893)
- Senlis (Oise) : cathédrale Notre-Dame, GO (R, 1874)
- Valenciennes (Nord) : basilique Notre-Dame-du-Saint-Cordon, GO/OC (C, 1891, démonté en 2014 en attendant la restauration de la basilique)
- Vignacourt (Somme) : Église Saint-Firmin, GO (C, 1872). En 1886, l'orgue fut remonté dans la nouvelle église par Salomon Van Bever.
- Villers-Cotterêts (Aisne) : Église Saint-Nicolas, GO (C, 1895)

#### Île-de-France
- Épinay-sur-Orge (Essonne), église Saint-Leu Saint-Gilles, GO (C, 1887)
- Épinay-sur-Seine (Seine-Saint-Denis), église Saint-Médard, GO (C, 1893)
- Mantes-la-Jolie (Yvelines), collégiale Notre-Dame GO (C, 1897)[25]
- Montreuil (Seine-Saint-Denis), église Saint-Pierre-Saint-Paul, GO (C, 1892)
- Paris, église Saint-Eugène-Sainte-Cécile, GO (C, 1855)
- Paris, église Saint-Germain l'auxerrois, GO (R, 1864)
- Paris, église Saint-Laurent, GO (R, 1867)
- Paris, église Saint-Ambroise, GO (C, 1869) et OC (C, 1896)
- Paris, Grande synagogue, GO (C, 1875)
- Paris, couvent de l'Annonciation, chapelle, GO (C, 1879)
- Paris, Saint-Jacques-du-Haut-Pas, GO/OC (R, 1889 - plus tard reconstruit, et l'orgue de chœur Cavaillé-Coll a été installé en 1985)[26]
- Paris, église réformée de l'oratoire du Louvre, GO (C, 1898, puis profondément modifié et reconstruit entre 1957 et 1962)
- Paris, temple Saint-Paul, GO (C, 1898)
- Paris, temple des Batignolles, GO (C, 1898)
- Paris, église Notre-Dame-de-Grâce de Passy (1905)
- Provins (Seine-et-Marne), église sainte-Croix (désaffectée et fermée au public), GO (C, 1898)
- Le Raincy, temple protestant, GO (C, 1899)

#### Normandie
- Échauffour (Orne), Église Saint-André, GO (C, 1870)
- Flers (Orne), église Saint-Jean, GO (C, 1866)
- Le Havre (Seine-Maritime) église Saint-Vincent-de-Paul, GO (C, 1885) et OC (C, 1875, plus tard modifié/agrandi)
- Offranville (Seine-Maritime), église Saint-Ouen (1895)

#### Nouvelle Aquitaine
- Bayonne, église Saint-Étienne, GO (C, 1864)
- Bayonne, cathédrale Sainte-Marie, GO (R, 1865, plus tard remanié)
- Bayonne, église du Saint-Esprit, GO (C, 1868, plus tard profondément modifié)
- Bergerac, église Notre-Dame, GO (C, 1867)
- Bordeaux, Chapelle du Séminaire Interdiocésain, GO (C, 1892)[27]
- Bordeaux, basilique Saint-Michel, GO (R, 1865)
- Pau, chapelle Saint-Louis-de-Gonzague, GO (C, 1869)
- Pau, église Saint-Jacques, GO (1870, plus tard remanié)
- Périgueux, cathédrale Saint-Front, GO (C, 1875)
- Poitiers, église Saint-Jean-de-Montierneuf, GO (C, 1866)
- La Rochelle, cathédrale, GO (1867) et OC (C, 1861)
- La Rochelle, Temple, GO (C, 1897)
- Urrugne, église Saint-Jacques-le Majeur, GO (C, 1864, pour l'église Saint-Vincent d'Urrugne, et transféré en 2008-2010)

#### Occitanie
- Gouaux, église Notre-dame, GO (C, 1857)
- Montpellier, cathédrale Saint-Pierre, GO (R, 1880)
- Montpellier, église Sainte-Eulalie, GO (C, 1868, plus tard remanié)[28]
- Rodez, cathédrale Notre-Dame, OC (C, 1877)
- Saint-Jean-du-Gard, temple protestant, GO (C, 1864), initialement construit comme orgue de chœur pour l'église Saint-Sébastien de Nancy, vendu et transféré en 1958 à Saint-Jean-du-Gard puis plus tard fondamentalement modifié[29],[30]

#### Pays de la Loire
- La Flèche, église Saint-Thomas, GO (C, 1885)
- Savenay, église Saint-Martin, GO (C, 1870), classé Monument historique en 2018[31]

#### Provence-Alpes-Côte d'Azur
- Marseille, église Saint-Vincent-de-Paul dite "des Réformés", GO (C, 1888)
- Sisteron, ancienne cathédrale Notre-Dame-des-Pommiers, GO (C, 1888)

### Italie
- Rome, église de la Trinité-des-Monts, GO (C, 1864)
- Rome, église Saint-Louis-des-français, GO (C, 1881 dans un buffet ancien)

### Mexique
- Guadalajara, cathédrale, GO et OC (C, 1893)

### Suisse
- Bâle, église Sainte-Élisabeth, GO (C, 1864, plus tard reconstruit)
- Genève, Temple de Plainpalais, GO (C, 1867, plus tard remanié)[32]
- Martigny, église historique, GO (R, 1871)

### Uruguay
- Montevideo, Eglise des Vasques 1890 III/P, modifié par Organeria Española dans les années 50. Actuellement muet.

## Orgues Merklin disparus

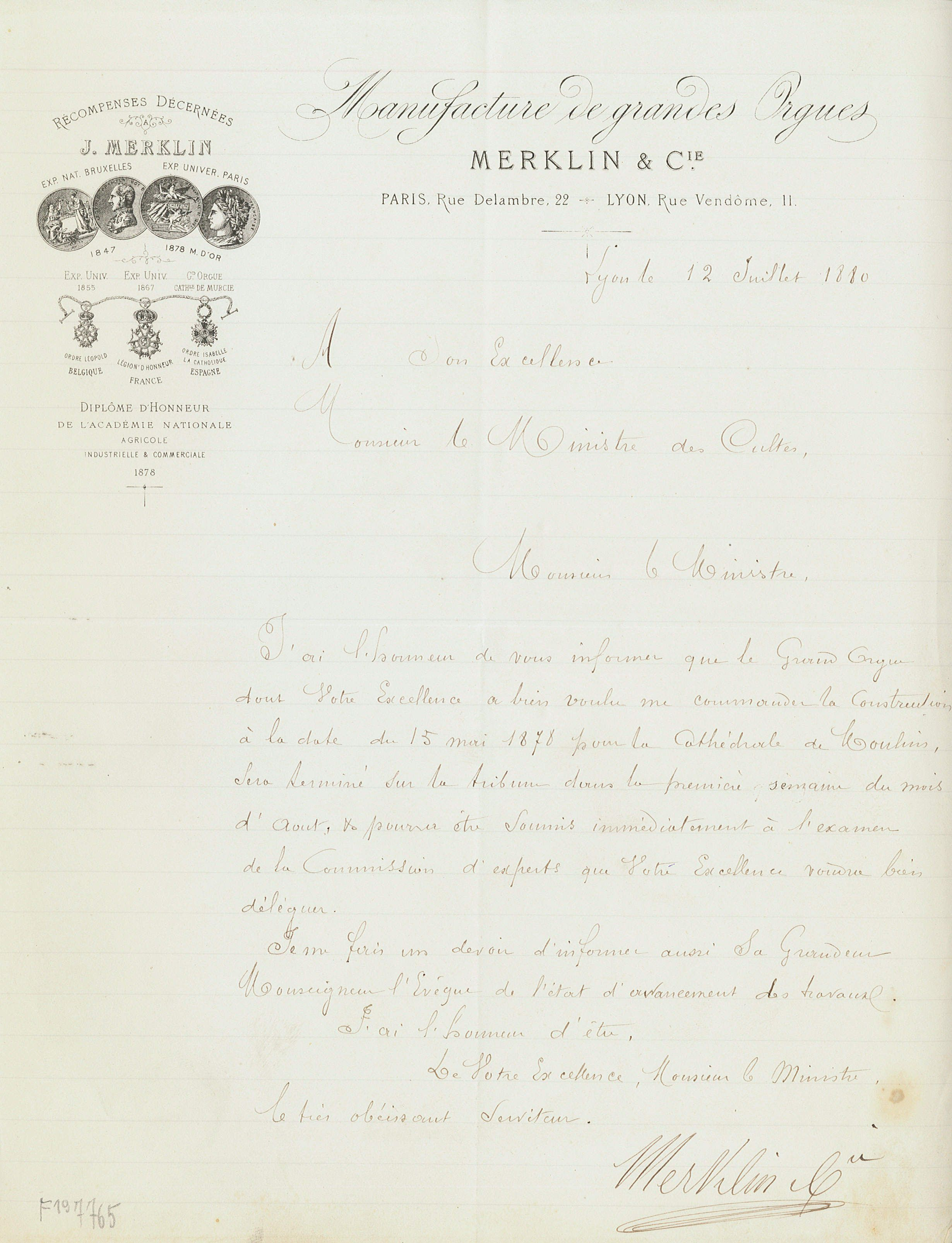
Lettre relative à la construction du grand orgue de Moulins (Allier) signée J. Merklin, 1880.

### Algérie
- Oran, église et ancienne cathédrale Saint-Louis, GO (C, 1874)[33]

### Belgique
- Bruxelles, Palais des Académies, GO (1ère tranche de travaux en 1861, 2ème tranche en 1866)
- Nivelles, chapelle de l'Ecole Normale, GO (C, 1845), disparu lors de l'incendie de l'établissement en 1920[34]

### France

#### Auvergne-Rhône-Alpes
- Lyon, ancienne chapelle de Fourvière, GO (C, 1870)
- Lyon, église Saint-Pothin, GO (C, 1876), réutilisé dans l'orgue actuel
- Lyon, église Notre-Dame-Saint-Vincent, GO (R, 1879), brûlé dans l'incendie criminel du 12 décembre 1987
- Oullins, chapelle du collège des Dominicains, GO (C, 1891), transféré à l'église de La Mulatière en 1906-1907, puis profondément modifié (ré-utilisé) en 1971 dans l'orgue (aujourd'hui remplacé) de l'église de Saint-Didier-au-Mont-d'Or
- Le Puy-en-Velay, cathédrale, OC (C, 1892) - modifié en 1927, puis démonté et dispersé vers 1963 (partiellement réutilisé dans l'orgue - actuellement muet - de l'église Saint-Antoine de cette même ville)
- Le Puy-en-Velay, cathédrale, GO (R, 1892) - le grand orgue n'a pas disparu, mais tous les apports de Merklin ont été supprimés lors de la restauration dans le style "classique français" de 1994-1999
- Saint-Étienne, église Saint-Louis, GO (C, 1886), remplacé en 1997
- Tassin-la-Demi-Lune, église Saint-Joseph, GO (C, 1867), plus tard modifié, puis réutilisé dans l'orgue actuel de la nouvelle église (au-moins 4 jeux de 1867 subsistent)

#### Grand-Est
- Blotzheim, église Saint-Léger, GO (C, 1861)
- Le Bonhomme, église Saint-Nicolas, GO (C, 1863), remplacé en 1913
- Fortschwihr, église Saint-Laurent, GO (C, 1869), détruit dans la nuit du 30 au 31 janvier 1945
- Strasbourg, couvent de la Toussaint, GO (C, 1861), remplacé et repris par Roethinger en 1968[35]
- Wittelsheim, église Saint-Michel, GO (C, 1861)

#### Hauts-de-France
- Albert (Somme) : basilique Notre-Dame de Brebières, GO (C fin XIXe siècle), orgue de tribune inauguré en 1901, œuvre de Joseph Gutschenritter, directeur de la manufacture Joseph Merklin. Instrument détruit au cours de la Première Guerre mondiale. Reconstruites en 1958 par  Jacquot-Lavergne.
- Béthune, église Saint-Vaast, GO (C, 1888), détruit en même temps que l'église pendant la Première Guerre mondiale
- Boulogne-sur-mer, basilique Notre-Dame de l’Immaculée-Conception, GO (R, 1897), inauguré le 28 janvier 1897 et détruit par les bombardements de 1944
- Hazebrouck, chapelle de l'Institution Saint-Jacques (C, 1870), détruit dans l'incendie du 24 juin 2008 et reconstitué depuis.
- Lille, église St Pierre & St Paul, GO (C, 1858), bombardé en 1940.
- Lille, ancienne église St Vincent de Paul, GO (C, 1860) ; l'orgue a disparu après la démolition de l'église en 1983.
- Roubaix, église Saint-Martin, GO (C, 1869) ; buffet disparu ; tuyauterie réutilisée dans l'orgue actuel (1981)
- Roubaix, St Martin, OC (C, 1856), démonté en 1971.

#### Île-de-France
- Marly-le-Roi, église Saint-Thibaut, GO/OC (C, 1896), remplacé, dispersé et ré-utilisé
- Paris, cathédrale Notre-Dame, OC (C, 1863), buffet conservé, mais partie instrumentale remplacée en 1966
- Paris, église Saint-Eustache, GO (R, 1879), plus tard modifié, reconstruit, puis remplacé
- Paris, basilique Sainte-Clotilde, OC (C, 1888), fortement remanié par Convers

#### Normandie
- Le Havre, église Saint-Michel, GO (C, 1863), remplacé en 1888
- Le Havre, Temple, GO (C, 1883), détruit lors des bombardements de la Seconde Guerre mondiale[36]
- Saint-James, église Saint-Jacques, GO (C, date à préciser), détruit quasi totalement par l'écroulement d'une partie de la voûte, dans la nuit du 5 au 6 novembre 2017. Initialement construit pour l'église Saint-Pierre du Gros Caillou à Paris, et transféré en 1926. Restauré en 2012-2014[37].

#### Provence-Alpes-Côte d'Azur
- Saint-Raphaël, basilique Notre-Dame-de-la-Victoire, GO (C, 1887), jeux ré-utilisés dans l'orgue qui le remplace depuis 1988

### Monaco
- Monte Carlo, église Saint-Charles, GO (R, 1884), muet à partir de 1973 (problèmes d'hygrométrie et d'air marin) puis remplacé en 1977-1979[38]

### Roumanie
- Bucarest, cathédrale Saint-Joseph, GO (C, 1892), reconstruit en 1930 (le buffet subsiste)

### Suisse
- Bourg Saint-Pierre, Hospice du Grand-Saint-Bernard, chapelle, GO (vers 1870), remplacé vers 1980
- Genève, cathédrale Saint-Pierre, GO (C, 1866), remplacé vers 1907
- Monthey, église, GO (C, vers 1871), remplacé vers 1941
- Romont, collégiale Notre-Dame-de-l'Assomption, GO (C, 1872), remplacé en 1939-1943

## Écouter un exemple sur Youtube
- , Louis Vierne à l'orgue Joseph Merklin de la cathédrale de Moulins par Alexis Droy.

## Autres photos de réalisations

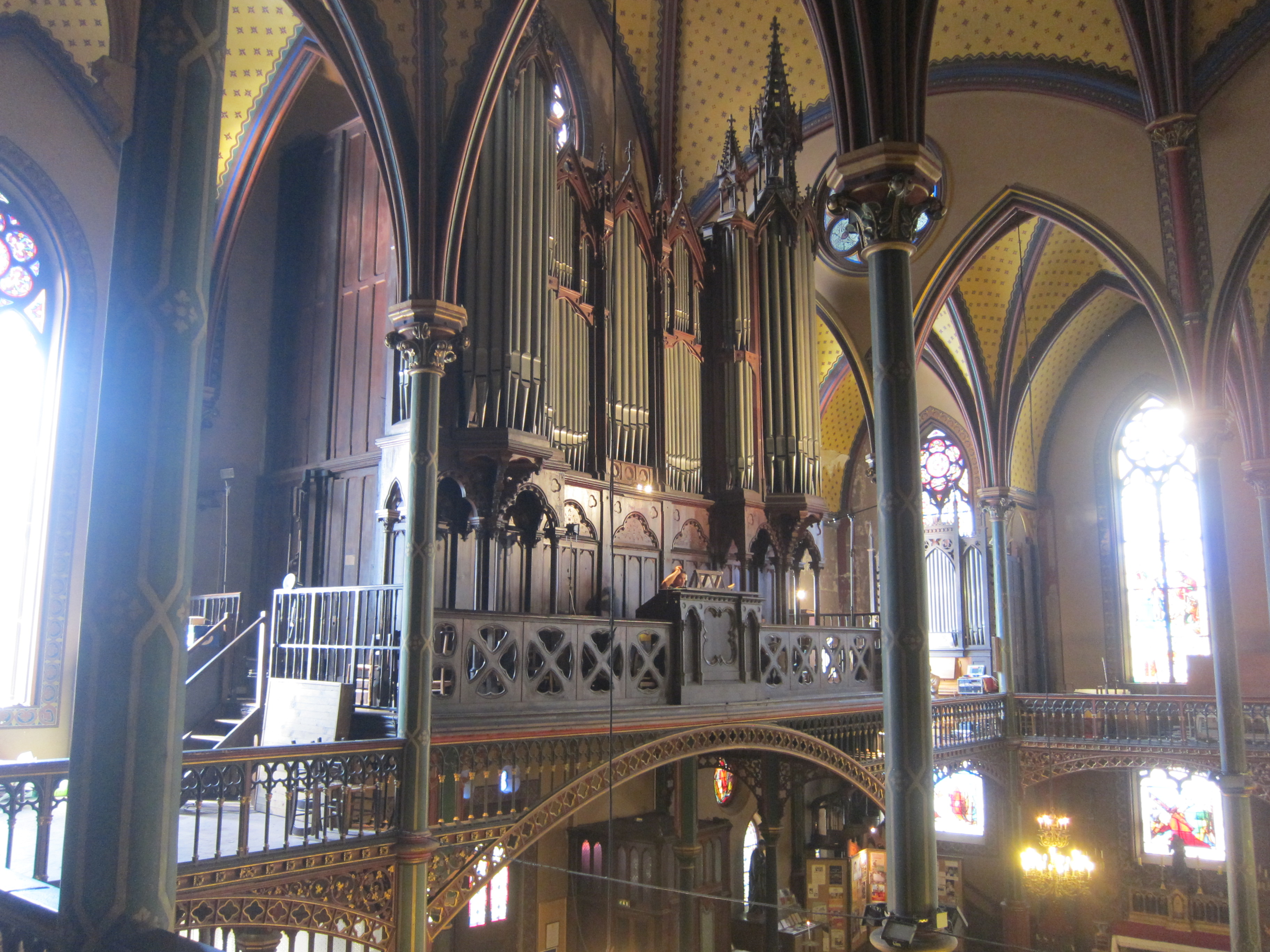
Grand orgue Merklin-Schütze de l'église Saint-Eugène-Sainte-Cécile de Paris (1855-1856).
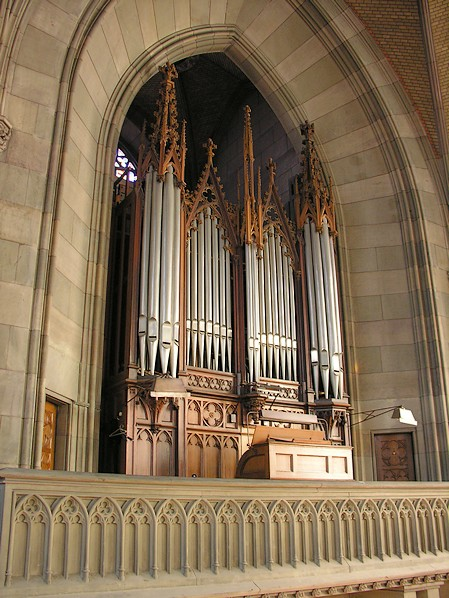
Orgue Merklin-Schütze, Elisabethenkirche, Bâle, Suisse (1864).
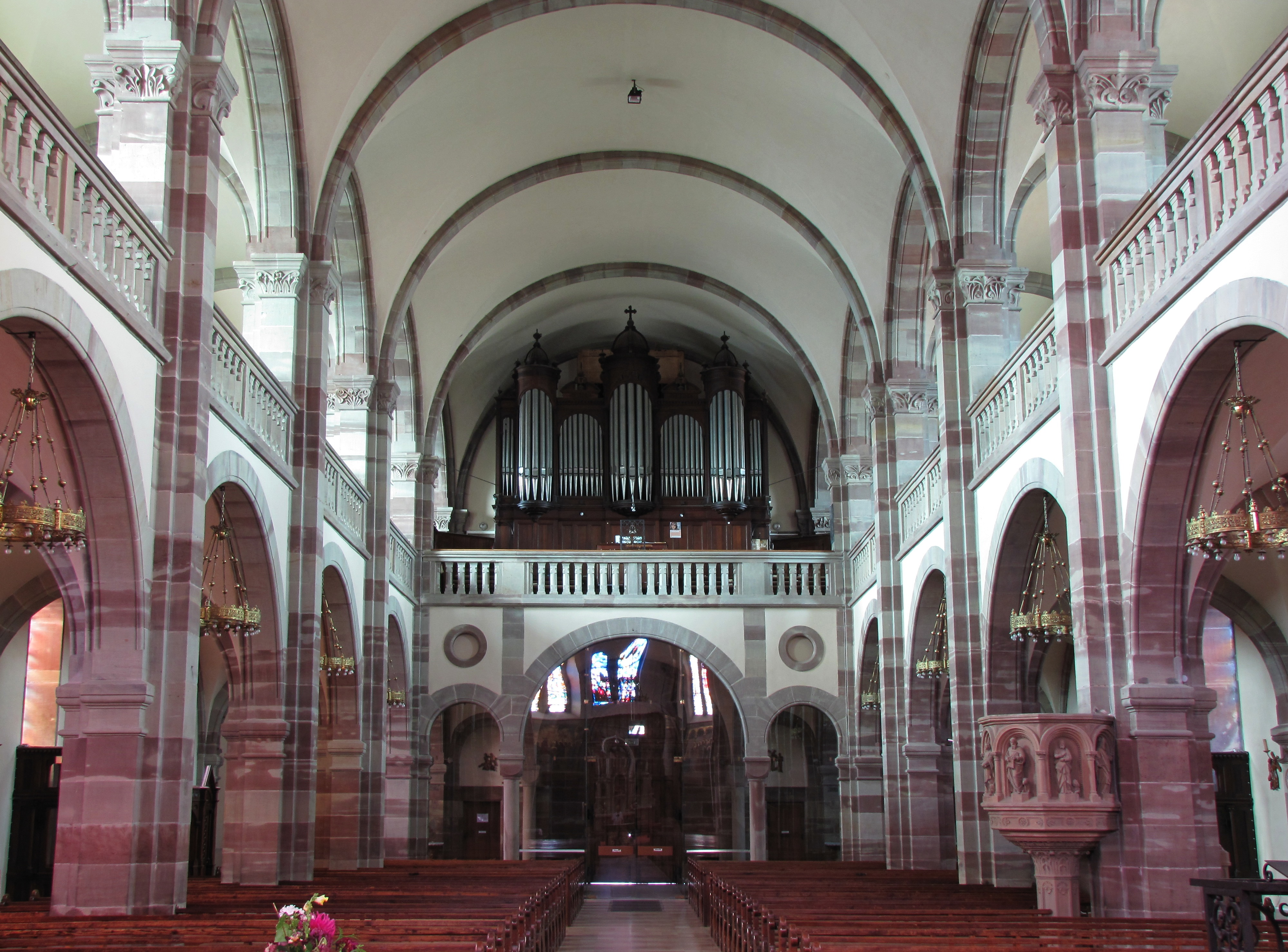
Orgue Merklin-Schütze de l'église Saint-Étienne de Dambach-la-Ville (1866).
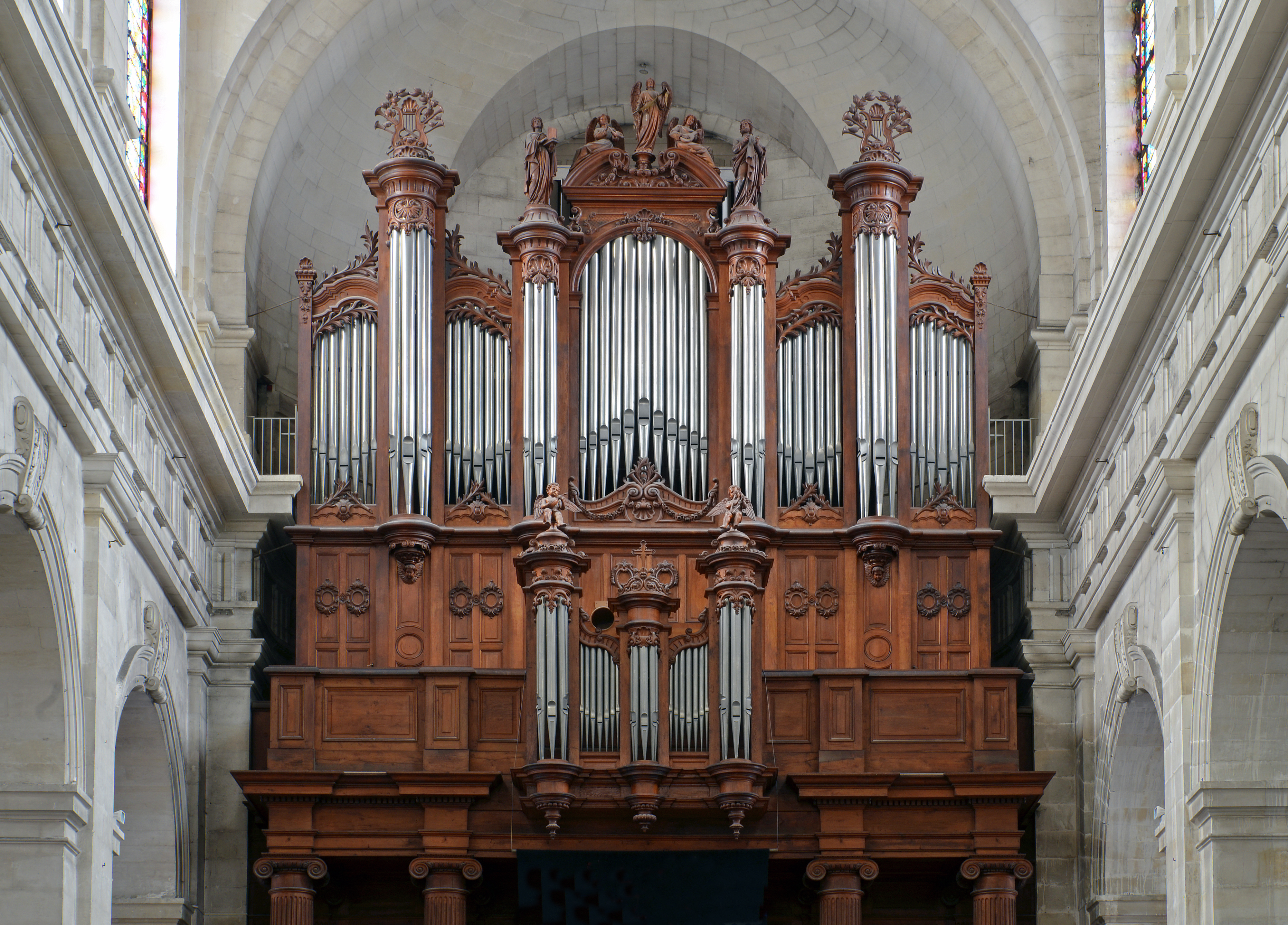
Grand orgue Merklin-Schütze de la cathédrale de La Rochelle (1867).
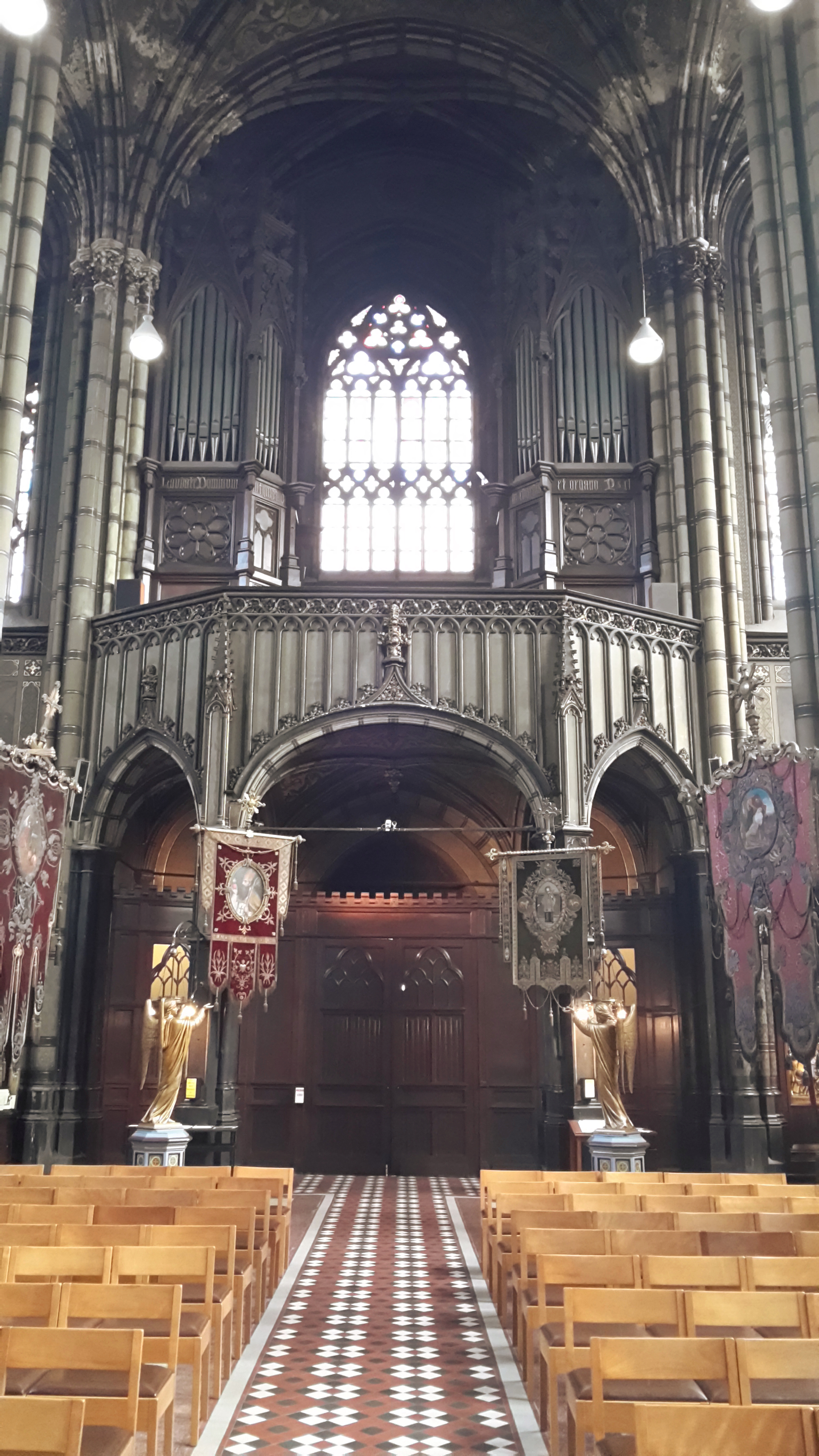
Grand orgue Merklin-Schütze de l'église Saint-Georges ("Sint-Joriskerk") d'Anvers (Belgique)(1867).
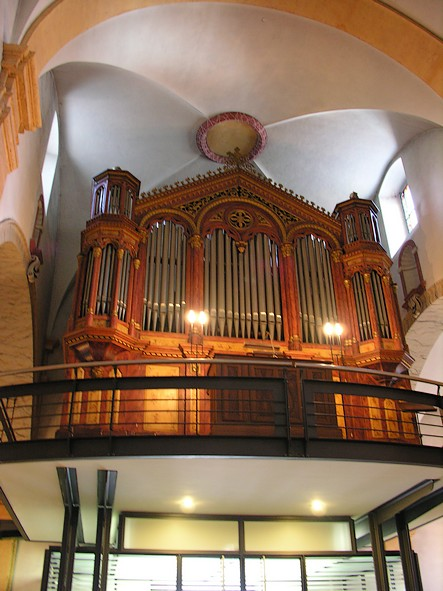
Orgue Merklin, Martigny-Ville, église, Suisse (1871).
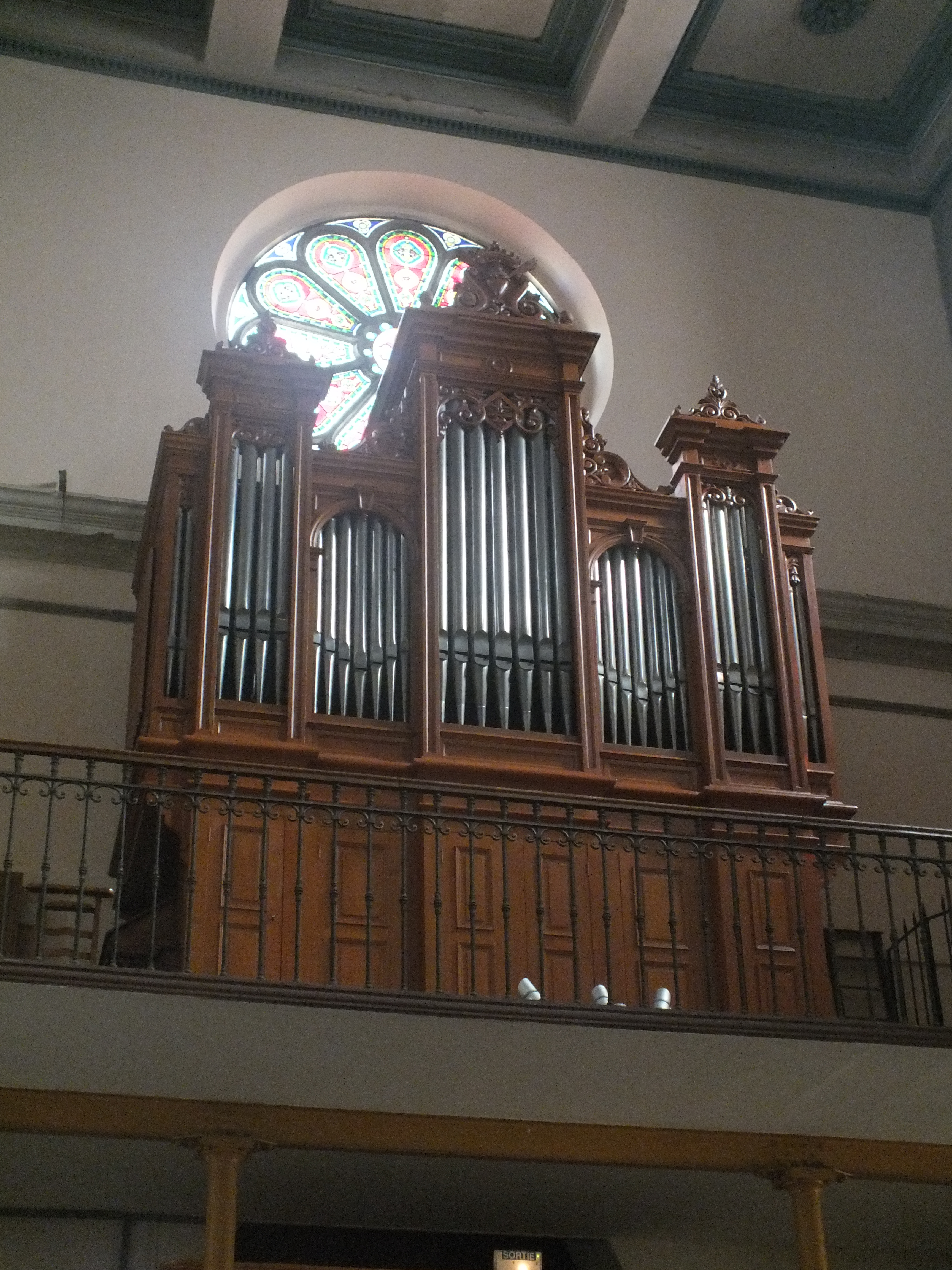
Orgue Merklin de l'église du Sacré-Cœur de Commentry (1875).
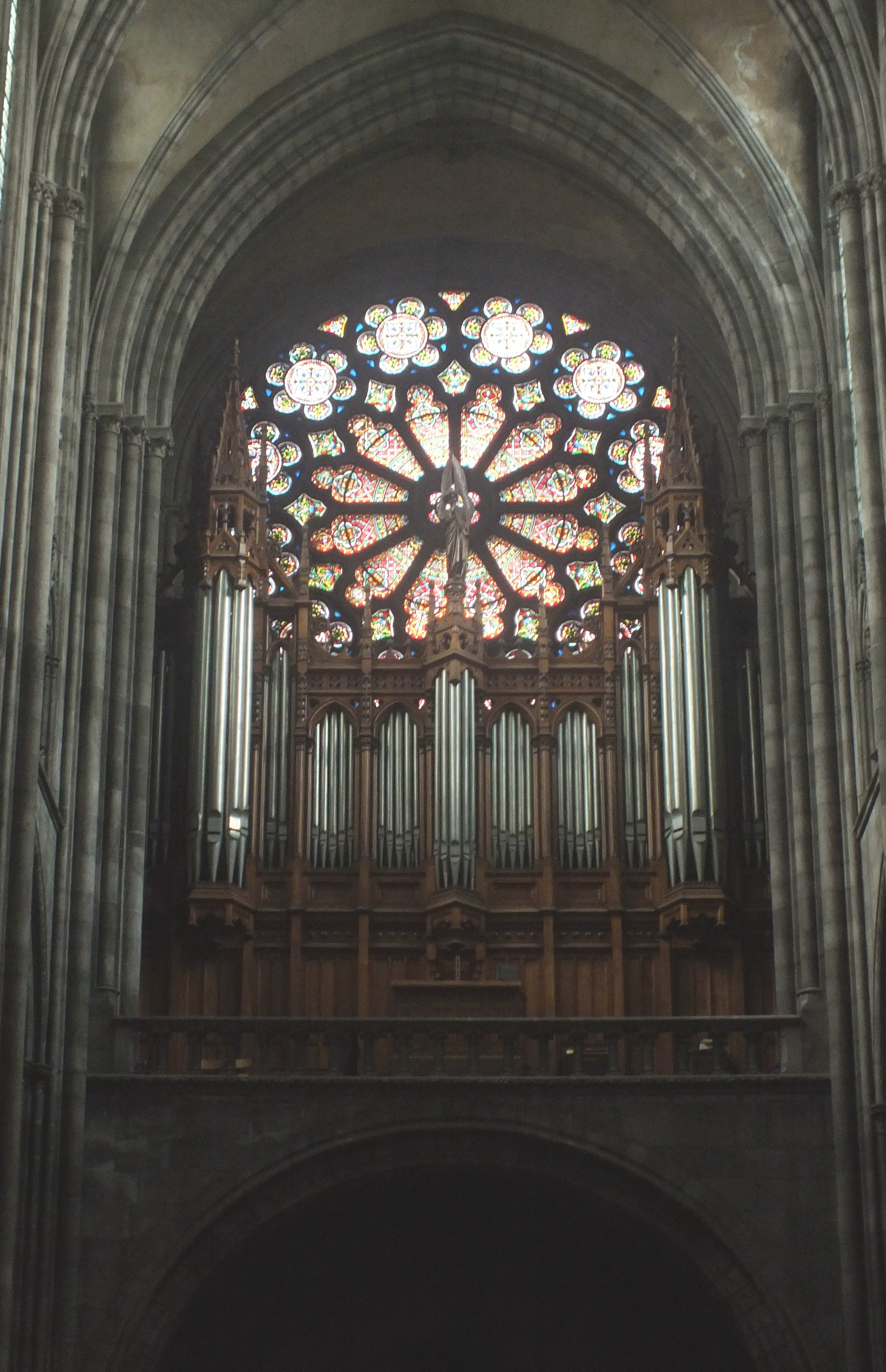
Grand orgue Merklin, cathédrale de Clermont-Ferrand, France (1877).
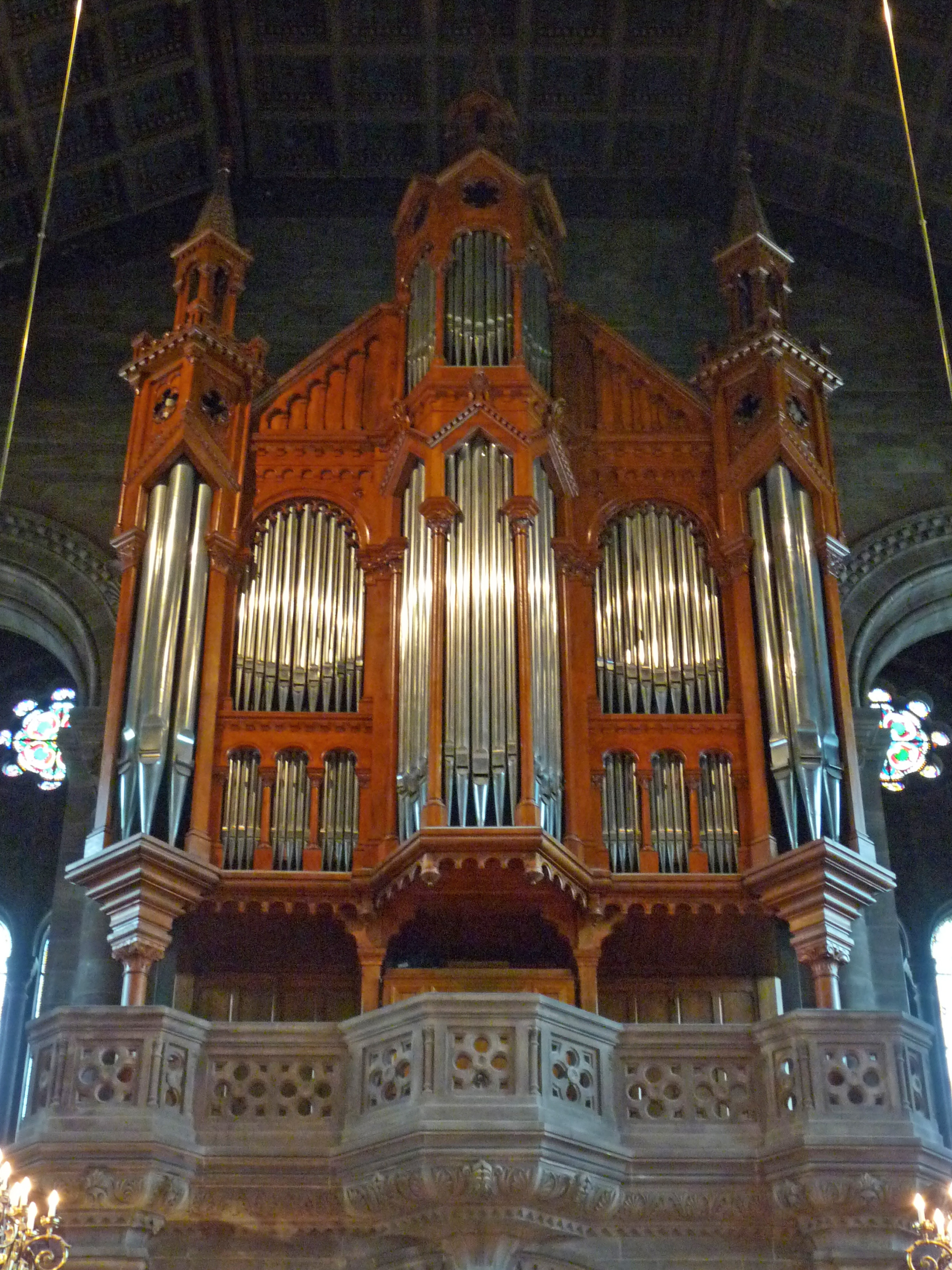
Orgue Merklin, Temple Neuf de Strasbourg, France (1877).
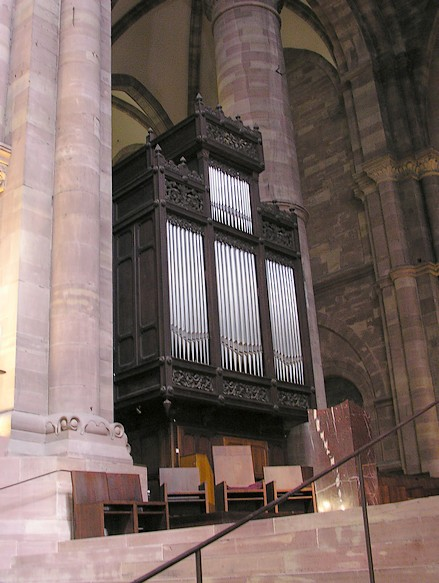
Orgue Merklin, chœur de la cathédrale de Strasbourg, France (1878).
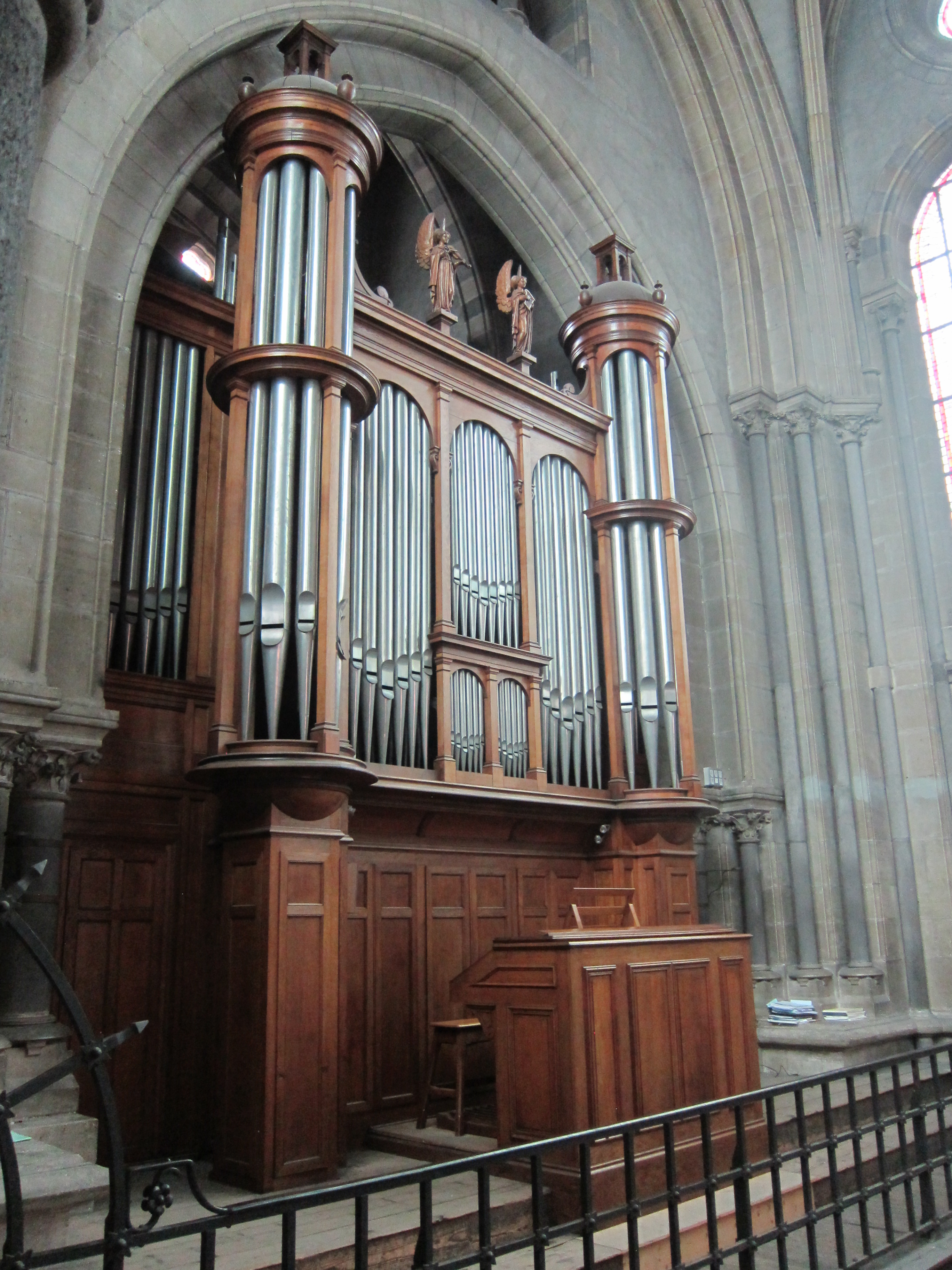
Orgue Merklin de la cathédrale de Moulins (1880).
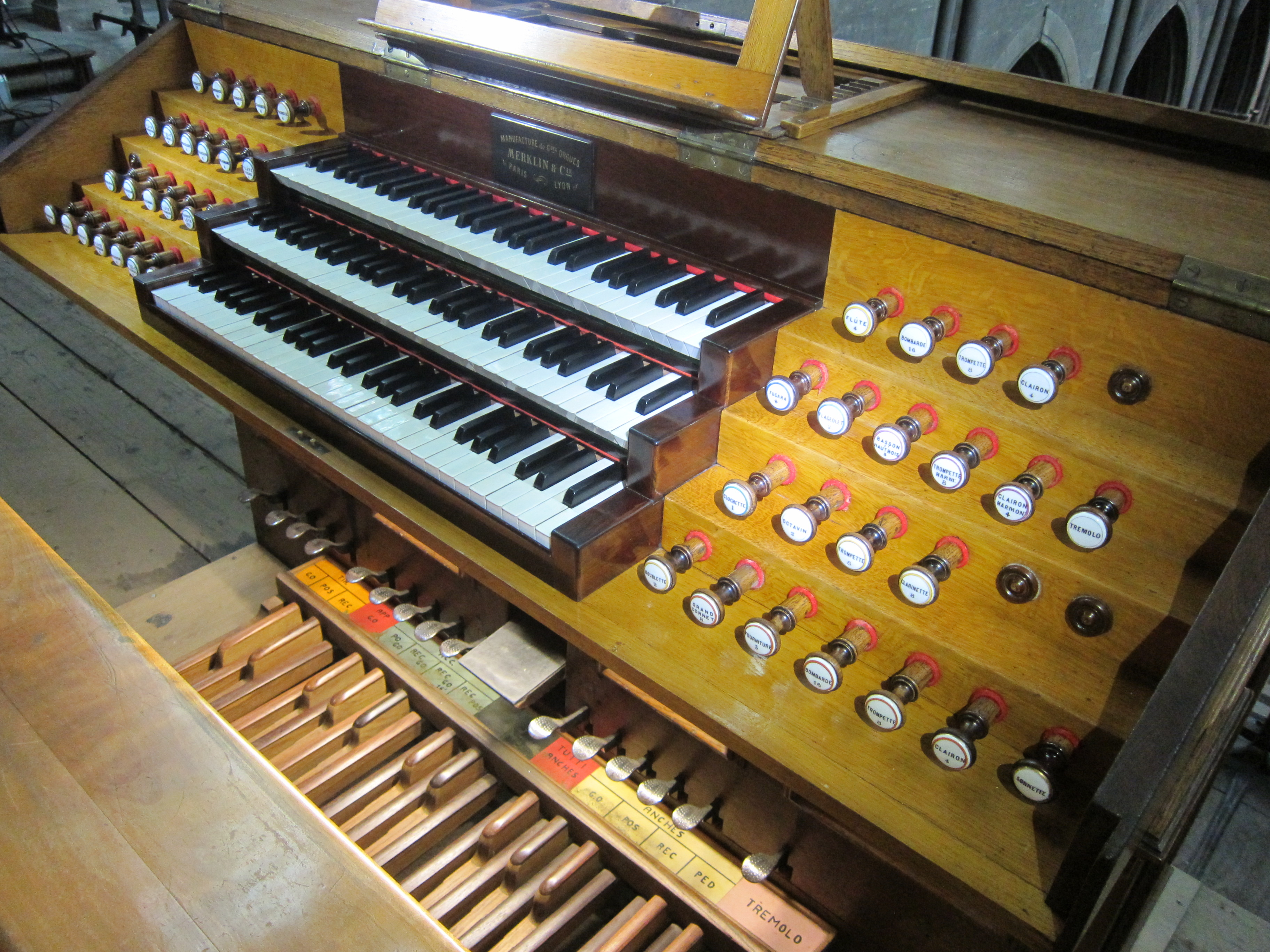
Console de l'orgue Merklin de la cathédrale de Moulins.
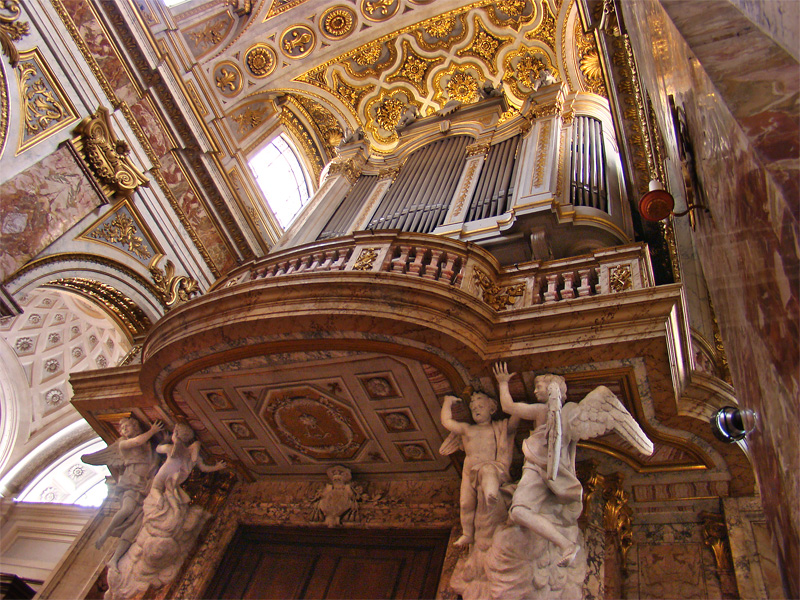
Orgue Merklin, église Saint-Louis-des-Français, Rome, Italie (1881).
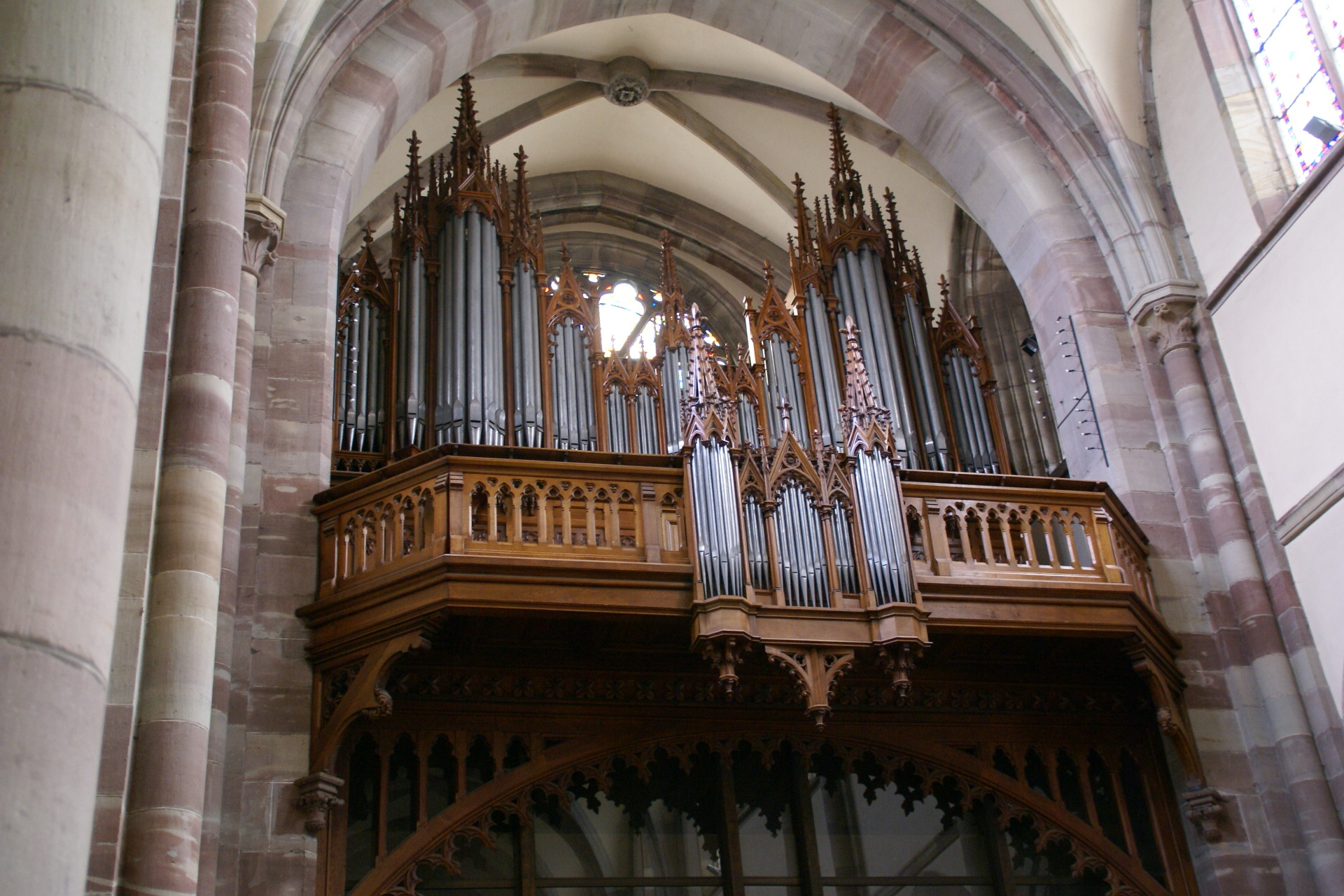
Orgue Merklin, église Saints-Pierre-et-Paul, Obernai, France (1882).
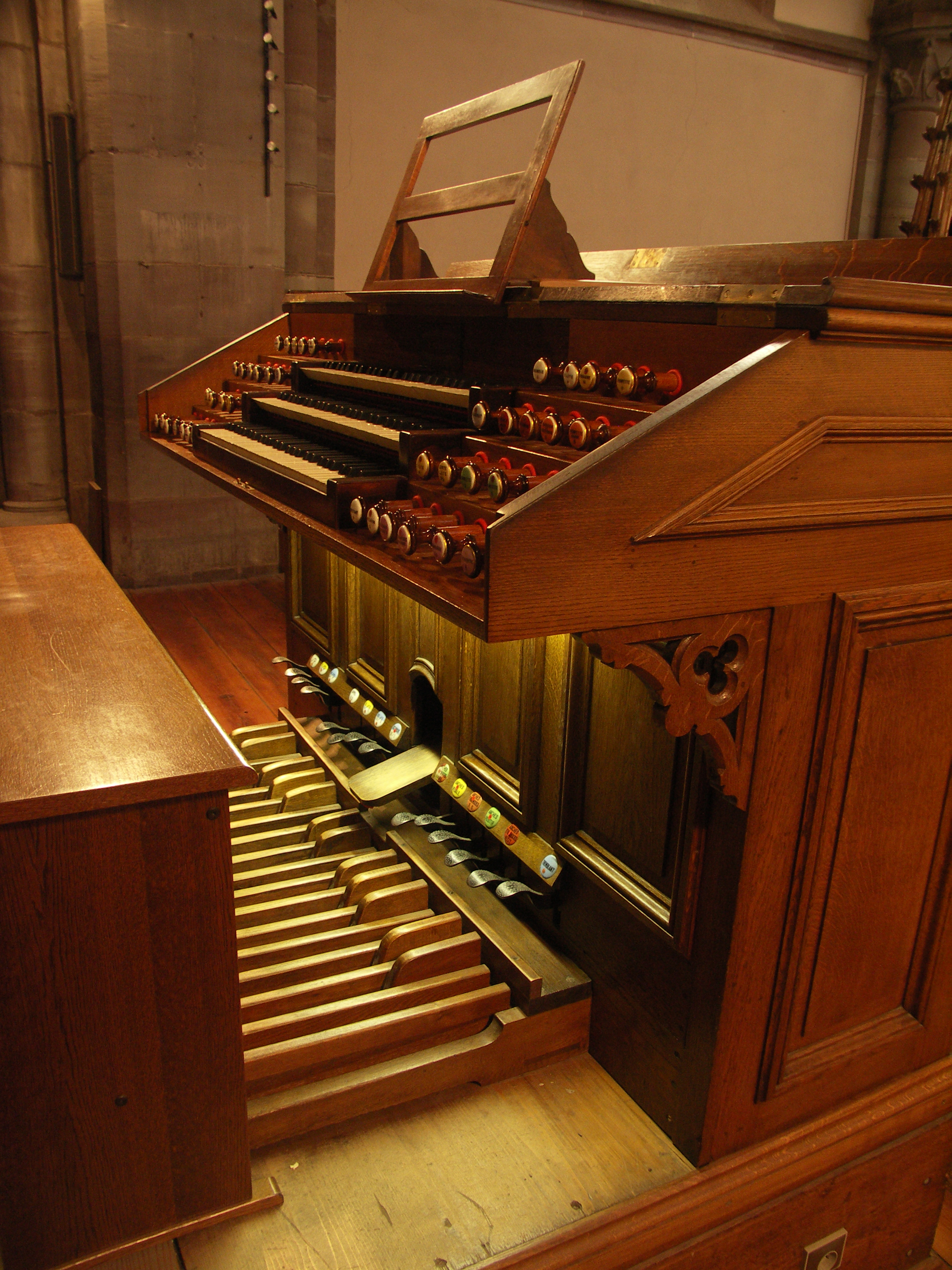
Console de l'orgue Merklin, église Saints-Pierre-et-Paul, Obernai, France (1882).
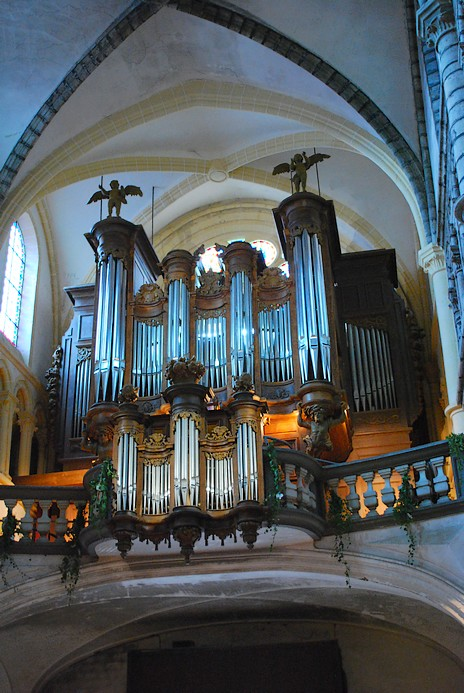
Orgue Merklin de la collégiale Saint-Anatoile de Salins-les-Bains (1866-1880).
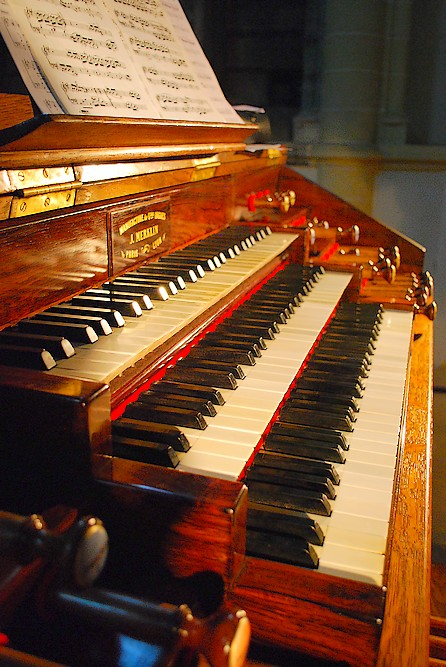
Console de l'orgue Merklin de la collégiale Saint-Anatoile de Salins-les-Bains.
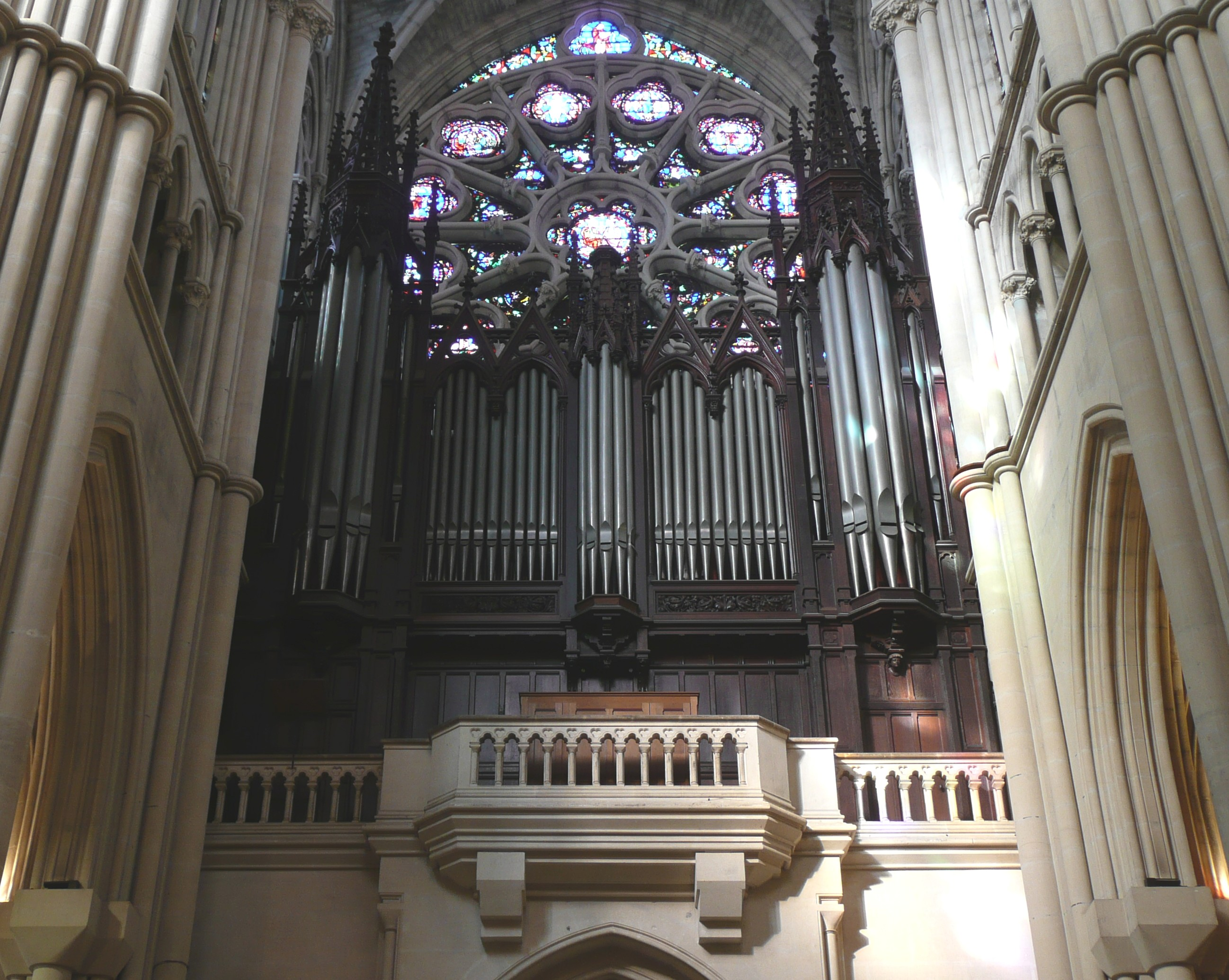
L'un des deux buffets du grand orgue Merklin de l'église Saint-Vincent-de-Paul de Marseille (1888).
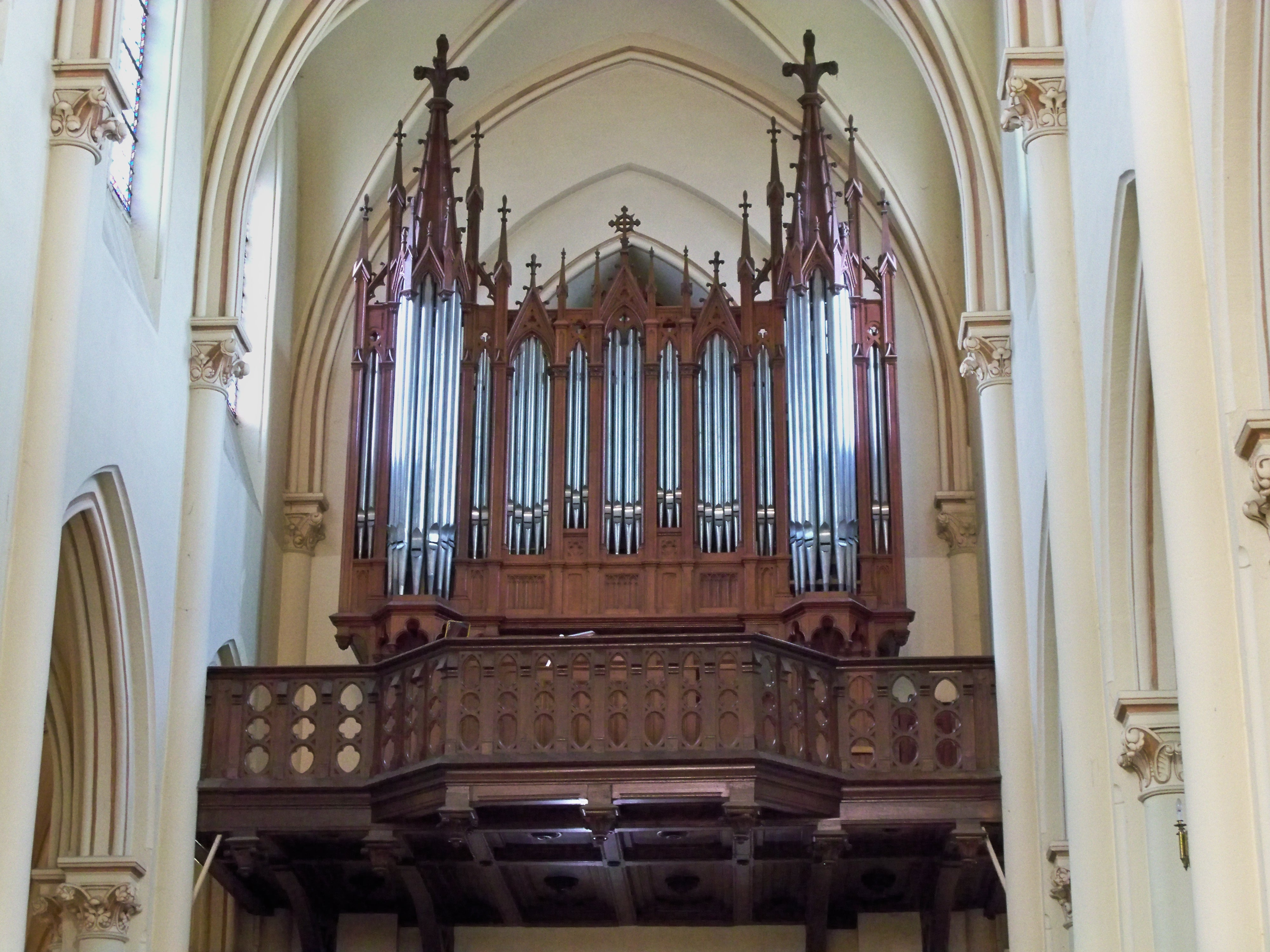
Orgue Merklin, église Saint-Martin de Vals-les-Bains (1889).
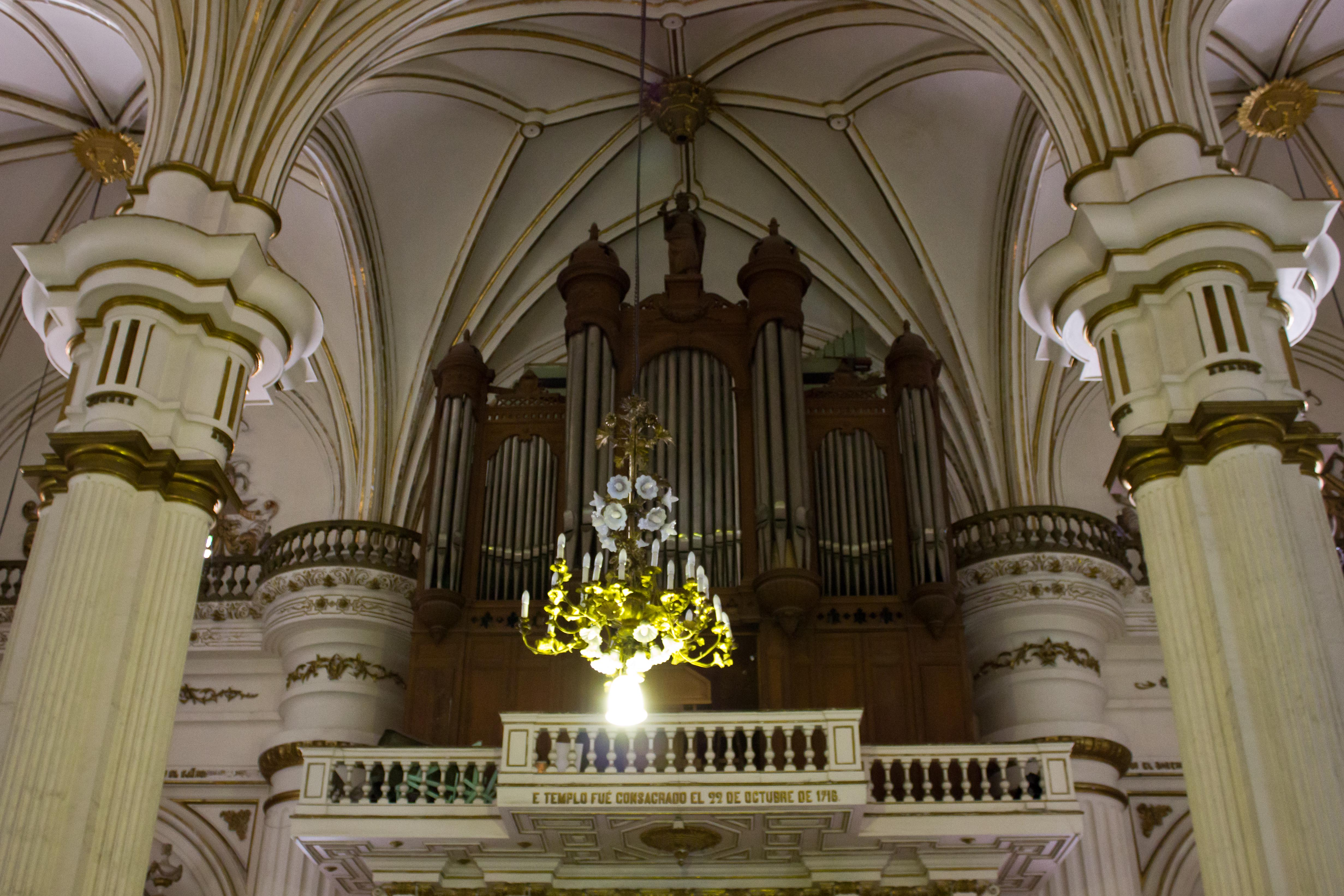
Grand orgue Merklin de la cathédrale de Guadalajara (1893, Mexique).
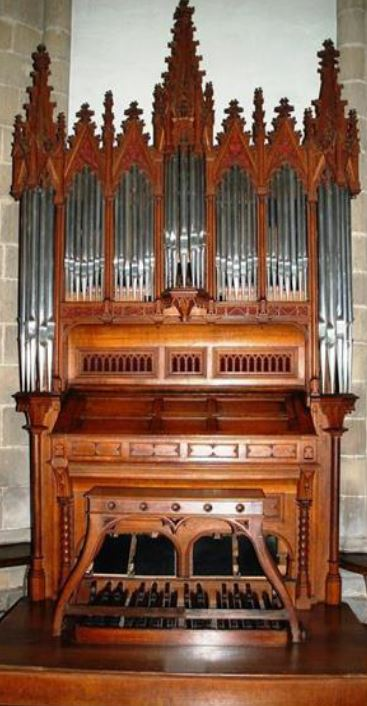
Orchestrium de J. Merklin.

## Différences entre les dénominations:Michel,Merklin,Kuhn

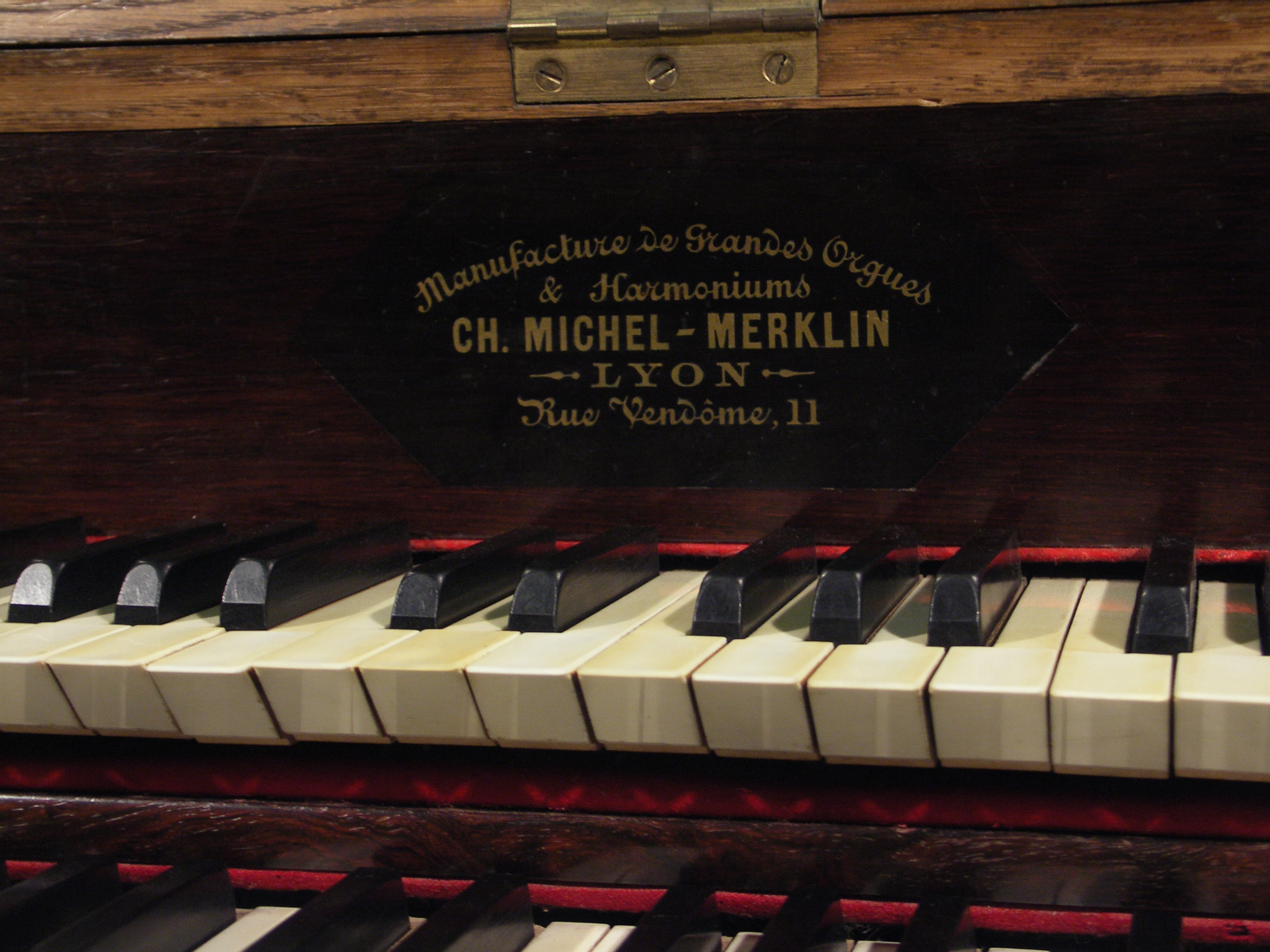
Plaque Ch. Michel - Merklin de l'orgue de l'église Saint-Pierre d'Yssingeaux (Haute-Loire), construit en 1901-1902.

Bien souvent, aujourd’hui, nombre d’orgues sont attribués à tort à Joseph Merklin alors qu’ils sont l’œuvre de ses successeurs… et inversement…
La confusion vient du fait que le seul nom "Merklin" est, par erreur et par méconnaissance, couramment retenu pour simplifier l’appellation d'une société dont la dénomination comportait effectivement ce nom.
En 1894, lorsque Joseph Merklin quitte la société "Merklin & Cie" dont il était le fondateur et qu’il partageait avec sa fille Marie-Alexandrine et son gendre Charles Félix Michel, il leur interdit expressément d'utiliser son nom "Merklin" à des fins commerciales. Ils ne tiendront pas compte de cette interdiction, et leur société (basée à Lyon) profitera ainsi du prestige du nom "Merklin" en s’appelant "Charles Michel - Merklin" tandis que Joseph Merklin dirigera sa propre société (basée à Paris) "J. Merklin & Cie".
De plus, la société lyonnaise "Charles Michel - Merklin", dans sa succession, perpétuera l’utilisation du nom "Merklin", notamment au-delà de 1905, année de son rachat par le facteur d’orgues suisse Carl-Théodore Kuhn, avec la dénomination "Michel - Merklin & Kuhn".
Parallèlement, en 1898, lorsque Joseph Merklin se retire définitivement de son activité pour prendre sa retraite, il cède ses parts aux deux associés qui l’avaient accompagné dans la création de sa dernière société à Paris, Joseph Gutschenritter et Philippe Decock, et il leur accorde l’utilisation commerciale de son nom "Merklin". La dénomination "J. Merklin & Cie" de la société parisienne est donc maintenue après le départ de son illustre fondateur.